# Biografielijst Bo

## Boa
- Luís Boa Morte (1977), Portugees voetballer
- Emmanuel Boakye (1985), Ghanees voetballer
- Augusto Boal (1931-2009), Braziliaans toneelschrijver en -regisseur
- Lillian Board (1948-1970), Brits atlete
- Tom Boardman (1983), Brits autocoureur
- Henriëtte Boas (1911-2001), Nederlands classica en publiciste
- Billy Boat (1966), Amerikaans autocoureur
- Chad Boat (1992), Amerikaans autocoureur
- Derek Boateng (1983), Ghanees voetballer
- George Boateng (1975), Nederlands voetballer
- Michael Boatman (1964), Amerikaans acteur en auteur

## Bob
- Zvonimir Boban (1968), Kroatisch voetballer
- Matteo Bobbi (1978), Italiaans autocoureur
- Sarah Boberg (1966), Deens actrice
- Jean Bobet (1930-2022) Frans wielrenner
- Karol Bobko (1937), Amerikaans ruimtevaarder
- Jekaterina Bobrova (1990), Russisch kunstschaatsster
- Kevin Bobson (1980), Nederlands voetballer

## Boc

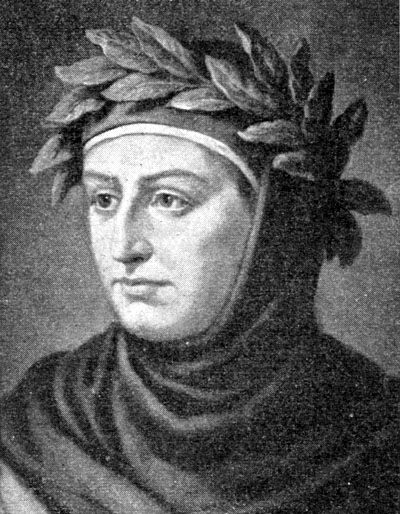
Giovanni Boccaccio

- Carlos Bocanegra (1979), Amerikaans voetballer
- José María Bocanegra (1787-1862), president van Mexico (1829)
- Giovanni Boccaccio (1313-1375), Italiaans dichter
- Ilan Boccara (1993), Frans-Nederlands voetballer
- Federico Bocchia (1986), Italiaans zwemmer
- Dorian Boccolacci (1998), Frans autocoureur
- Paolo Boccone (1633-1704), Italiaans botanicus
- Anna Boch (1848-1936), Belgisch kunstschilder
- Krystyna Bochenek (1953-2010), Pools politica (vicevoorzitter van de Senaat)
- Ruth de Bock (1964), Nederlands juriste
- Solomon Bockarie (1987), Sierra Leonees/Nederlands atleet
- Rienck Bockema (1350-1436), heerschap en ridder uit Sneek
- Hans Bockkom (1907-1981), Duits-Nederlands wielrenner
- Willy Böckl (1893-1975), Oostenrijks kunstschaatser
- Paul Bocuse (1926-2018), Franse chef-kok

## Bod

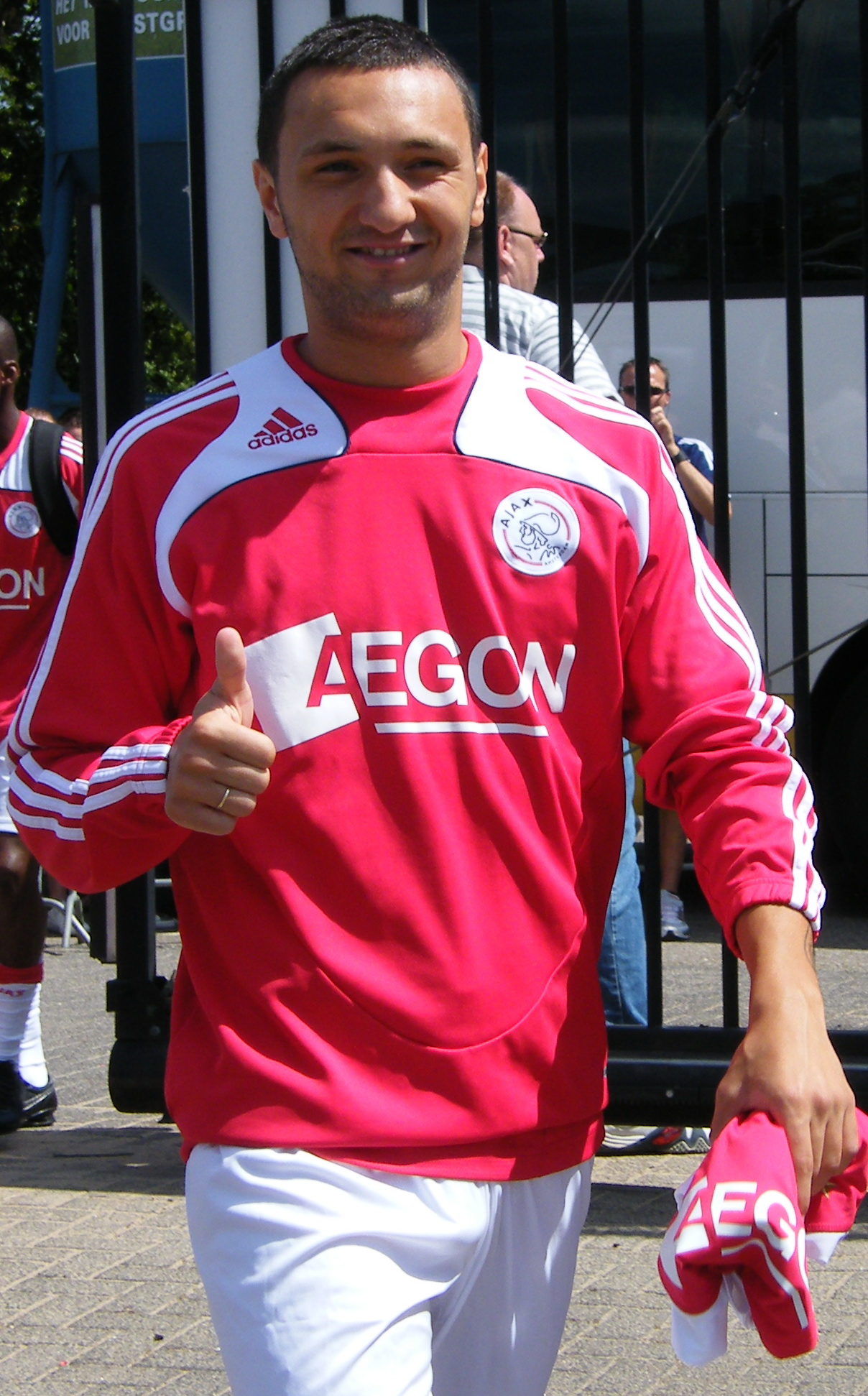
Darko Bodul

- Antoine Bodar (1944), Nederlands priester, kunsthistoricus, columnist en christelijk schrijver
- Jean Bodart (1942-2011), Belgisch voetballer
- Jeff Bodart (1962-2008), Waals-Belgisch zanger
- Peronne Boddaert (1969-2007), Nederlands predikante
- Ferrie Bodde (1982), Nederlands voetballer
- Mike Boddé (1968), Nederlands cabaretier
- Hendrik Wade Bode (1905-1982), Amerikaans wetenschapper
- Herman Bode (1925-2007), Nederlands vakbondsleider
- Johann Elert Bode (1747-1826), Duits astronoom
- Rudolf Bode (1881-1970), Duits gymnastiekpedagoog
- Vaughn Bodé (1941-1975), Amerikaans striptekenaar
- Falk Boden (1960), Duits wielrenner
- Bodhidharma (482-539), Indiaas boeddhistisch leermeester
- Frederick Bodmer (1894–1960), Zwitsers taalkundige en filoloog
- Pascal Bodmer (1982), Duits schansspringer
- Maurice Bodson (1944-2020), Belgisch politicus
- Philippe Bodson (1944-2020), Belgisch bestuurder en politicus
- Thierry Bodson (1960), Belgisch syndicalist en vakbondsbestuurder
- Victor Bodson (1902-1984), Luxemburgs politicus
- Darko Bodul (1989), Bosnisch-Kroatisch voetballer

## Boe

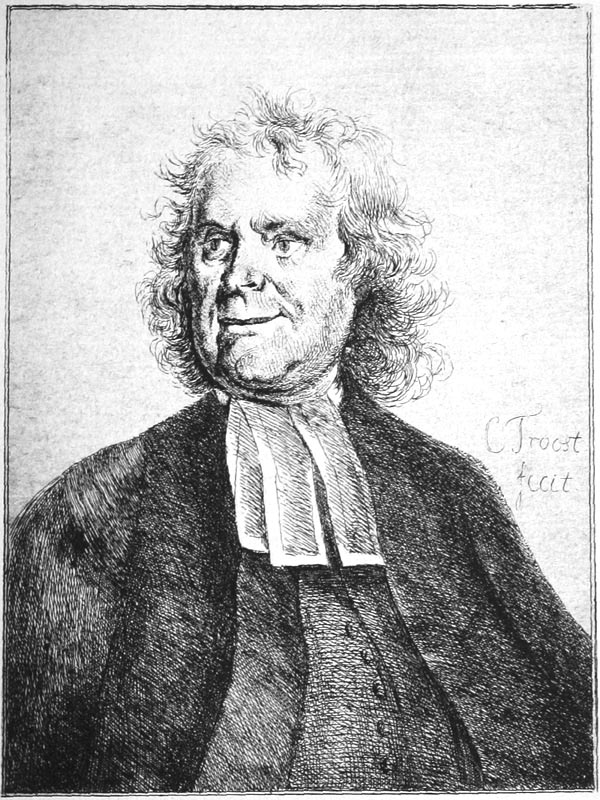
Herman Boerhaave

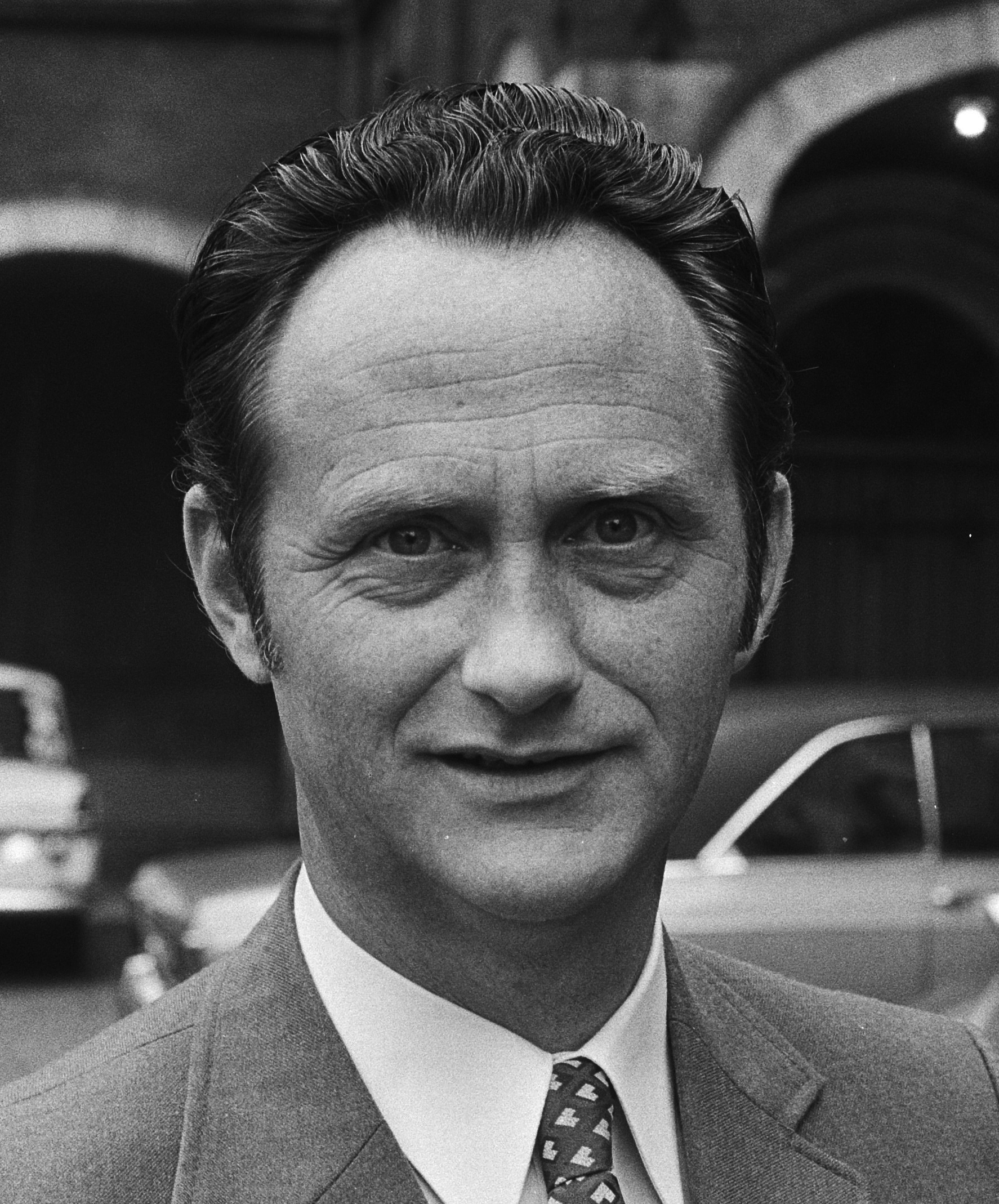
Jaap Boersma

- Eric Boe (1964), Amerikaans ruimtevaarder
- Mathias Boe (1980), Deens badmintonner
- Serhij Boebka (1963), Sovjet-Russisch/Oekraïens atleet
- Svetlana Boebnenkova (1973), Russisch wielrenster
- Nikolaj Boecharin (1888-1938), Russisch politicus en econoom
- Frank Boeijen (1957), Nederlands zanger en liedjesschrijver
- Frank Boeijen (1973), Nederlands toetsenist
- Hendrik Enno Boeke (1881-1918), Nederlands mineraloog en petrograaf
- Cornelis (Kees) Boeke (1884-1966), Nederlands pedagoog
- Melissa Boekelman (1989), Nederlands atlete
- Gerrit Jan Boekenoogen (1868-1930), Nederlands taalkundige
- Arend Jan Boekestijn (1959), Nederlands historicus, columnist en politicus
- Patries Boekhoorn (1970), Nederlands paralympisch sportster
- Fieke Boekhorst (1957), Nederlands hockeyster
- Luuk te Boekhorst (1987), Nederlands voetballer
- Willem Boekhoudt (1822-1894), Nederlands predikant en publicist
- Rudi Boekhoven (1940), Nederlands politicus
- Ivan Boekin (1993), Russisch kunstschaatser
- Leo Boekraad (1914-1979), Nederlands journalist en dichter
- Natalja Boeksa (1996), Oekraïense schaakster
- Gustave Boël (1837-1912), Belgisch industrieel en senator
- Harold Boël (1964), Belgisch ondernemer en bestuurder
- Jacques Boël (1929-2022), Belgisch industrieel
- Nicolas Boël (1962), Belgisch ondernemer en bestuurder
- Pol-Clovis Boël (1868-1941), Belgisch industrieel, senator en volksvertegenwoordiger
- Pol-Gustave Boël (1923-2007), Belgisch industrieel en senator
- Yves Boël (1927-2012), Belgisch ondernemer en bestuurder
- Hein Boele (1939-2025), Nederlands acteur en stemacteur
- Jeroen Boelen (1978), Nederlands wielrenner
- Maarten Boelen (1941-2022), Nederlands politicus
- Michail Boelgakov (1891-1940), Russisch schrijver
- Sergej Boelgakov (1871-1944), Russisch geestelijke en politicus
- Simon Boels (ca. 1554-ca. 1633), Brabants glasschilder
- Menno Boelsma (1961-2022), Nederlands schaatser
- Johannes Boelstra (1886-1951), Nederlands politiefunctionaris
- Earl Boen (1941-2023), Amerikaans acteur
- Bert Boer (1945-2009), Nederlands predikant
- Catharina Boer (1939), Nederlands dichteres en schrijfster
- Coenraad Lodewijk Boer (1891-1984), Nederlands muziekpedagoog, musicoloog en dirigent
- Dick Boer (1957), Nederlands bestuurder van Ahold
- Dick Boer (1939), Nederlands predikant en theoloog
- Diederik Boer (1980), Nederlands voetballer
- Gijs Boer (1913-1973), Nederlands predikant
- Jan Boer (1899-1983), Nederlands dichter
- Jan Boer (-), Nederlands schaker
- Jo Boer (1895-1971), Nederlands architect
- Jo Boer (1906-1985), Nederlands directeur opbouworgaan
- Jo Boer (1907-1993), Nederlands schrijfster
- Jonnie Boer (1965-2025), Nederlands chef-kok
- Margot Boer (1985), Nederlands langebaanschaatsster
- Nico Boer (1932-2009), Nederlands operazanger
- Richard Constant Boer (1863-1929), Nederlands germanist
- Roel Boer (1944-2018), Nederlands politicus
- Willem Richard Boer (1818-1894), Nederlands burgemeester
- Ad de Boer (1946), Nederlands omroepbestuurder, journalist en politicus
- Adam de Boer (1721-1800), Fries schaatser
- Ale de Boer (1987), Nederlands voetballer
- Angélique de Boer (1947), Nederlands actrice
- Betty de Boer (1971), Nederlands politica
- Cees Rienks de Boer (1881-1966), Nederlands gemeentearchitect
- Chiel de Boer (1896-1978), Nederlands cabaretier
- Cornelis de Boer (1878), Nederlands kunstschilder
- Dick de Boer (1943), Nederlands muziekmanager
- Dick de Boer (1950), Nederlands voetballer en voetbaltrainer
- Eduard de Boer (1957), Nederlands componist
- Esther de Boer-van Rijk (1853-1939), Nederlands actrice
- Eva de Boer (1982), Nederlands televisiepresentator
- Feike de Boer (1892-1976), Nederlands burgemeester
- Francijntje de Boer (1784-1852), Nederlands schrijfster
- Frans de Boer (1930-2007), Nederlands cartoonist
- Frank de Boer (1970), Nederlands voetballer
- Gerrit de Boer (1923-1944), Nederlands verzetsstrijder
- Gert Jan de Boer (1959), Nederlands schaker
- Hadassah de Boer (1971), Nederlands televisiepresentatrice
- Hannes de Boer (1899-1982), Nederlands atleet
- Hans de Boer (1955), Nederlands werkgeversvoorzitter en ondernemer
- Hans de Boer (1937), Nederlands politicus
- Helena de Boer (1962), Nederlands-Fries schrijfster en kunstenaar
- Herman Pieter de Boer (1928-2014), Nederlands schrijver en journalist
- Jan de Boer (1859-1941), Nederlands gymnast
- Jan de Boer (1893-1956), Nederlands burgemeester en heemraad
- Jan de Boer (1898-1988), Nederlands voetballer
- Jan de Boer (1911-2010), Nederlands natuurkundige en hoogleraar aan de UvA
- Jan de Boer (1955), Nederlands voetballer
- Jan Hendrik de Boer (1899-1971), Nederlands natuur- en scheikundige
- Jelle Taeke de Boer (1908-1970), Nederlands kunstverzamelaar
- Joep de Boer (1924-2006), Nederlands politicus
- Kees de Boer (1965), Nederlands striptekenaar, cartoonist en illustrator
- Kees de Boer (2000), Nederlands voetballer
- Klaas de Boer (-1945), Nederlands verzetsstrijder
- Klaas de Boer Czn. (1852-1936), Nederlands politicus
- Lieuwe de Boer (1951), Nederlands schaatser
- Linda de Boer (-), Nederlands zwemster
- Maik de Boer (1960), Nederlands stylist
- Margreeth de Boer (1939), Nederlands politica
- Marieke de Boer (1992), Nederlands voetbalster
- Marjan de Boer (1961), Nederlands golfspeelster
- Marloes de Boer (1982), Nederlands voetbalster
- Maze de Boer (1976), Nederlands beeldend kunstenaar en filmmaker
- Melle de Boer (1972), Nederlands beeldend kunstenaar en singer-songwriter
- Menno de Boer (1978), Nederlands radio-dj
- Michel de Boer (1970), Nederlands tafeltennisser
- Mieke de Boer (1980), Nederlands dartster
- Nicole de Boer (1970), Canadees actrice
- Niek de Boer (1924-2016), Nederlands architect en stedenbouwkundige
- Oege Gerhardus de Boer (1922), Nederlands burgemeester
- Piet de Boer (1919), Nederlands voetballer
- Rients de Boer (1869-1951), Nederlands politicus
- René de Boer (1945), Nederlands beeldhouwer
- Reni de Boer (1980), Nederlands winnares van de Mis(s)verkiezing 2007
- Remmelt de Boer (1942), Nederlands pedagoog en politicus
- Roelf de Boer (1949), Nederlands politicus
- Ronald de Boer (1970), Nederlands voetballer
- Sacha de Boer (1967), Nederlands journaliste en nieuwslezeres
- Sipke de Boer, (-) Nederlands zanger
- Sophia de Boer (1967), Nederlands fotomodel, journaliste en televisiepresentatrice
- Sjoukje Bokma de Boer (1860-1939), Nederlands schrijfster
- Theo de Boer (1932-2021), Nederlands filosoof
- Thijs de Boer (1981), Nederlands schrijver
- Wim de Boer (1938), Nederlands politicus
- Wouter de Boer (1981), Nederlands atleet
- Yoann de Boer (1982), Frans voetballer
- Yvo de Boer (1954), Nederlands secretaris-generaal van het UNFCCC
- Anjet den Boer (1965), Nederlands schrijfster en scenariste
- Jan den Boer (1889-1944), Nederlands waterpolospeler
- Piet den Boer (1958), Nederlands voetballer
- Monica den Boer (1963), Nederlands hoogleraar
- William den Boer (1977), Nederlands theoloog en kerkhistoricus
- Wim den Boer (1914-1993), Nederlands classicus
- Petrus Nicolaas van den Boer (1846-1926), Nederlands kunstschilder
- Viktor Boerajev (1982), Russisch atleet
- Ramilja Boerangoelova (1961), Sovjet-Russisch/Russisch atlete
- Heinrich Boere (1922-2013), Nederlands oorlogsmisdadiger
- Jeroen Boere (1967-2007), Nederlands voetballer en makelaar
- Remco Boere (1961), Nederlands voetballer
- Tom Boere (1992), Nederlands voetballer
- Theodoor Alexander Boeree (1879-1968), Nederlands beroepsofficier en krijgsgeschiedkundige
- Eric Boeren (1959), Nederlands jazztrompettist en kornettist
- Door Boerewaard (1893-1972), Belgisch kunstschilder
- Herman Boerhaave (1668-1738), Nederlands wetenschapper
- Roger Boerjan (1933-2004), Belgisch politicus
- Danil Boerkenja (1978), Russisch atleet
- Saar Boerlage (1932), Nederlands politica, activiste, wetenschapster
- Addeke Hendrik Boerma (1912-1992), Nederlands ambtenaar en bestuurder
- Vladimir Boermakin (1967), Russisch schaker
- Coen Boerman (1976), Nederlands wielrenner
- Jan Boerman (1923-2020), Nederlands componist
- Frans Boermans (1917-1999), Nederlands liedjesschrijver
- Theu Boermans (1950), Nederlands schrijver
- Jorge Andrés Boero (1973-2012), Argentijns motorcoureur
- Ilja Boerov (1991), Russisch freestyleskiër
- Maksim Boerov (1998), Russisch freestyleskiër
- Derk Boerrigter (1986), Nederlands voetballer
- Christiaan Boers (1889-1942), Nederlands militair en verzetsstrijder
- Gino Boers (1994), Nederlands voetballer
- Jaap Boersma (1929-2012), Nederlands politicus
- Tjeerd Boersma (1915-1985), Nederlands atleet
- Sjamil Boerzijev (1985-2010), Russisch voetballer
- Allan Boesak, Zuid-Afrikaans religieus en politiek leider
- Jacob Böeseken (1868-1949), Nederlands scheikundige en hoogleraar
- Philipp von Boeselager (1917-2008), Duits militair, verzetsstrijder en bosbeschermer
- Nini Boesman (1918-2009), eerste Nederlandse ballonvaarster
- Philippe Boesmans (1936-2022), Belgisch componist
- Viktor Boet (1967), Russisch geheime dienstmedewerker en wapenhandelaar
- Otto Boetes (1923-2017), Nederlands activist en politicus
- Boëthius (480?-525), Romeins filosoof
- Willem Boetje (1849-1943), Nederlands militair en Kanselier der Ridderorden
- Olaf van Boetzelaer (1943-2018), Nederlands rechtsgeleerde en politicus
- Pim van Boetzelaer van Oosterhout (1892-1986), Nederlands politicus
- Rutger V van Boetzelaer (1472-1545), heer van Deurne (1471-1499)
- Alexis Bœuf (1986), Frans biatleet en langlaufer
- William Boeva (1989), Belgisch stand-upcomedian
- Henk Boeve (1957), Nederlands wielrenner
- Alex Boeye (1934-2024), Belgisch zanger en gitarist
- Eugénie Boeye (1903-1983), Belgisch dichteres en prozaschrijfster
- Berend Tobia Boeyinga (1886-1969), Nederlands architect
- Gustaaf Boeykens (1931-1998), Belgisch politicus
- Karel Boeykens (ca. 1928-12014), Belgisch vakbondsbestuurder
- Lily Boeykens (1930-2005), Belgisch feministe
- Walter Boeykens (1938-2013), Belgisch dirigent, muziekpedagoog en klarinettist
- Corinne Marie Louise van Boetzelaer (1912-2011), eerste vrouwelijke Nederlandse marineofficier

## Bof
- Menato Boffa (1930-1996), Italiaans autocoureur
- Kurt Boffel (1964), Belgisch atleet
- Ricardo Bofill i Leví (1939-2022), Spaans architect
- Ruud Boffin (1987), Belgisch voetballer

## Bog
- Sylwia Bogacka (1981), Pools schutter
- Pierre Bogaers (1926), Nederlands dichter, journalist en copywriter
- Albert Bogaert (1915-1980), Belgisch industrieel en politicus
- André Bogaert (1920-1986), Belgisch kunstschilder
- André-Emiel Bogaert (1947), Belgisch advocaat en politicus
- Celia Bogaert (?), Belgisch presentatrice en actrice
- Cesar Bogaert (1910-1988), Nederlands wielrenner
- Gie Bogaert (1958), Belgisch schrijver
- Hendrik Bogaert (1968), Belgisch politicus
- Henri Bogaert (1948), Belgisch econoom
- Jan Bogaert (1957-2024), Belgisch wielrenner
- Jane Bogaert (1967), Zwitsers zangeres
- Jean-Marie Bogaert (1949), Belgisch politicus
- Jo Bogaert (1956), Belgisch muzikant en muziekproducent
- Joseph Bogaert (1752-1820), Zuid-Nederlands drukker en uitgever
- Julien Bogaert (1924-2018), Belgisch kanovaarder
- Lorenz Bogaert (1976), Belgisch ondernemer
- Martinus van den Bogaert (1637-1694), Nederlands kunstschilder en beeldhouwer, ook bekend onder de naam Martin Desjardins
- Paul Bogaert (1968), Belgisch schrijver en dichter
- Remi Bogaert (1927-1991), Belgisch politicus
- Stefaan Van den Bogaert (1973), Belgisch rechtsgeleerde
- Petrus Martinus Franciscus (Piet) van den Bogaert (1901-1977), Nederlands schrijver, bekend onder het pseudoniem Walter Breedveld
- Ward Bogaert (1979), Belgisch journalist
- Aimé Bogaerts (1859-1915), Belgisch redacteur, syndicalist en auteur
- Alfred Bogaerts (1882-1963), Belgisch onderwijzer, tekenaar en activist
- August Bogaerts (1924-1987), Belgisch politicus
- Frans Bogaerts (1869-1926), Belgisch advocaat en Vlaams activist
- Gaston Bogaerts (1921-2022), Belgisch percussionist en schilder
- Henri Bogaerts (1841-1902), Nederlands boekhandelaar, boekdrukker, uitgever, tekenaar, kunstschilder, houtgraveur en prentmaker
- Jan Bogaerts (1878-1962), Nederlands kunstschilder
- Jan Bogaerts (1948), Nederlands fotograaf
- Jean Bogaerts (1925-2017), Belgisch wielrenner
- Jonas Bogaerts (1987), Belgisch voetballer
- Jozef Bogaerts (1926-1983), Belgisch politicus
- Karel Bogaerts (?), Belgisch politicus
- Marnik Bogaerts (1967), Belgisch voetballer
- Pierre Bogaerts (1802-1877), Belgisch historicus
- Romualda Bogaerts (1921-2012), Nederlands kunstenares
- Rudi Bogaerts (1964), Belgisch kunstenaar
- Rudy Bogaerts (1925-2007), Belgisch journalist
- Sam Bogaerts (1948-2021), Belgisch regisseur
- Steven Bogaerts (1974), Belgisch schrijver
- Theo Bogaerts (1893-1971), Belgisch schrijver
- Rudy Bogaerts (1925-2007), Belgisch journalist
- Xander Bogaerts (1992), Nederlands honkballer
- Winston Bogarde (1970), Nederlands voetballer
- Anneke Jans Bogardus (1605-1663), Noors persoon uit de 17e eeuw
- James Bogardus (1800-1874), Amerikaans uitvinder en architect
- Stephen Bogardus (1954), Amerikaans acteur
- Humphrey Bogart (1899-1957), Amerikaans acteur
- Urša Bogataj (1995), Sloveens schansspringster
- Karl Bögelein (1927-2016), Duits voetbaldoelman
- Elke Bogemans (1977), Belgisch atlete
- John Bogers (1964), Nederlands wielrenner
- Erjon Bogdani (1977), Albanees voetballer
- Grichka Joerjevitsj Bogdanoff (1949-2021) Frans televisiepresentator en populair wetenschapper en schrijver
- Igor Joerjevitsj Bogdanoff (1949-2022), Frans televisiepresentator en populair wetenschapper en schrijver
- Aleksandr Bogdanov (1873-1928), Sovjet-Russisch politicus
- Anna Bogdanova (1984), Russisch atlete
- Bojan Bogdanović (1989), Bosnisch-Kroatisch basketballer
- Lindy Boggs (1916), Amerikaans politica en ambassadrice
- Alain Boghossian (1970), Frans voetballer
- Christian Bogle (2001), Amerikaans autocoureur
- Efim Bogoljoebov (1889-1952), Russisch schaker
- Alex Bogomolov jr. (1983), Amerikaans tennisser
- Galina Bogomolova (1977), Russisch atlete
- Robert Bogue (1964), Amerikaans acteur
- Elizabeth Bogush (1977), Amerikaans actrice

## Boh

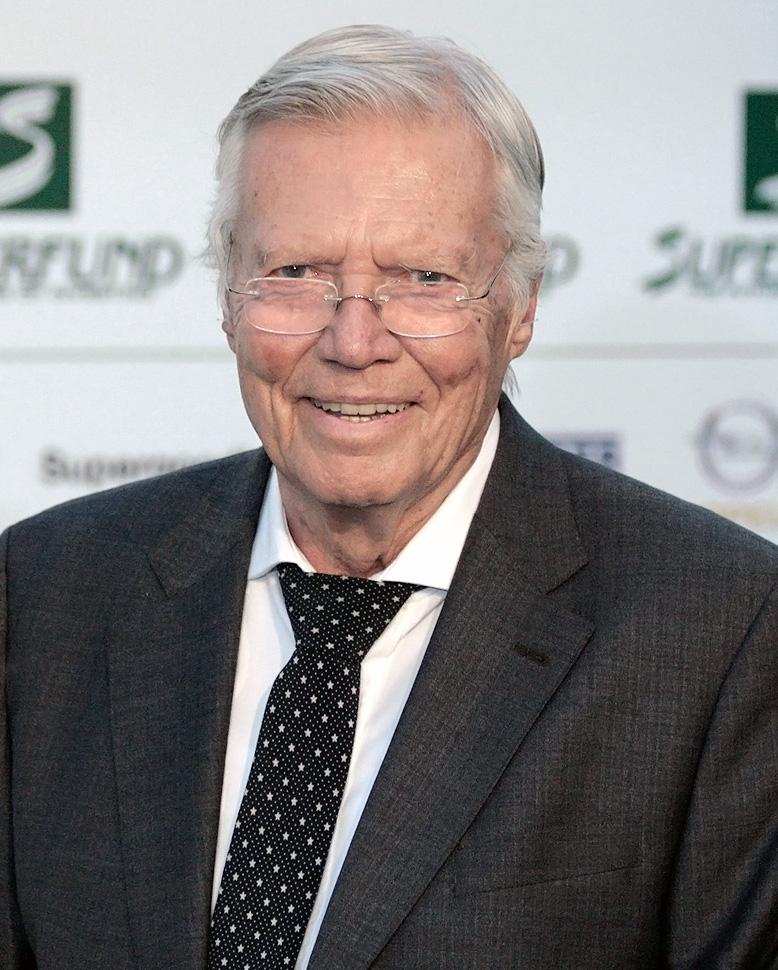
Karlheinz Böhm

- Casper van Bohemen (1964), Nederlands acteur
- Marit van Bohemen (1971), Nederlands actrice en televisiepresentatrice
- Ian Bohen (1976), Amerikaans acteur
- Georgia Bohl (1997), Australisch zwemster
- Britta Böhler (1960), Duits advocate
- Lorenz Böhler (1885-1973), Oostenrijks chirurg
- Stefanie Böhler (1981), Duits langlaufster
- Lex Bohlmeijer (1959), Nederlands radio- en televisiepresentator
- Daniel Böhm (1986), Duits biatleet
- David Bohm (1917-1992), Brits kwantum-natuurkundige
- Hans Böhm (1950), Nederlands schaker
- Karlheinz Böhm (1928-2014), Oostenrijks acteur
- Ludwig Böhm (1859-?), Duits-Amerikaans glasblazer en uitvinder
- Theobald Böhm (1793-1881), Duits fluitbouwer
- Jan Böhmermann (1981), Duits komiek en presentator
- Daniel Bohnacker (1990), Duits freestyleskiër
- J. G. Friedrich von Bohnenberger (1765-1831), Duits astronoom, wis- en natuurkundige
- Mac Bohonnon (1995), Amerikaans freestyleskiër
- Adam Bohorič (ca. 1520-1598), Sloveens reformator en taalkundige
- Aage Bohr (1922-2009), Deens kernfysicus en Nobelprijswinnaar
- Christian Bohr (1855-1911), Deens fysioloog
- Harald Bohr (1887-1951), Deens wiskundige en voetballer
- Niels Bohr (1885-1962), Deens natuurkundige
- Otto von Böhtlingk (1815-1904), Russisch-Duits sanskritist
- Richárd Bohus (1993), Hongaars tennisser

## Boi
- Jacques Boigelot (1929-2023), Belgisch regisseur
- Nicolai Boilesen (1992), Deens voetballer
- Sophie Boilley (1989), Frans biatlete
- Abraham du Bois (1713-1774), Nederlands bestuurder
- Emil du Bois-Reymond (1818-1896), Duits arts en fysioloog
- Jean Baptiste Boisduval (1799-1879), Frans lepidopterist en arts
- Mies Boissevain-van Lennep (1896-1965), Nederlands verzetsstrijdster in de Tweede Wereldoorlog
- Laurence Boissier (1965-2022), Zwitsers schrijfster
- Brian Boitano (1963), Amerikaans kunstschaatser
- Jean Boiteux (1933-2010), Frans zwemmer

## Boj
- Aleksandra Bojkova (2002), Russisch kunstschaatsster

## Bok
- Marike Bok (1943), Nederlands kunstschilder en tekenaar
- Olta Boka (1991), Albanees zangeres
- Tina Bokoetsjava (1983), Georgisch politica
- Håvard Bøkko (1987), Noors schaatser
- Hege Bøkko (1991), Noors schaatsster
- Pierre Bokma (1955), Nederlands acteur
- Alen Bokšić (1970), Kroatisch voetballer en voetbalcoach

## Bol

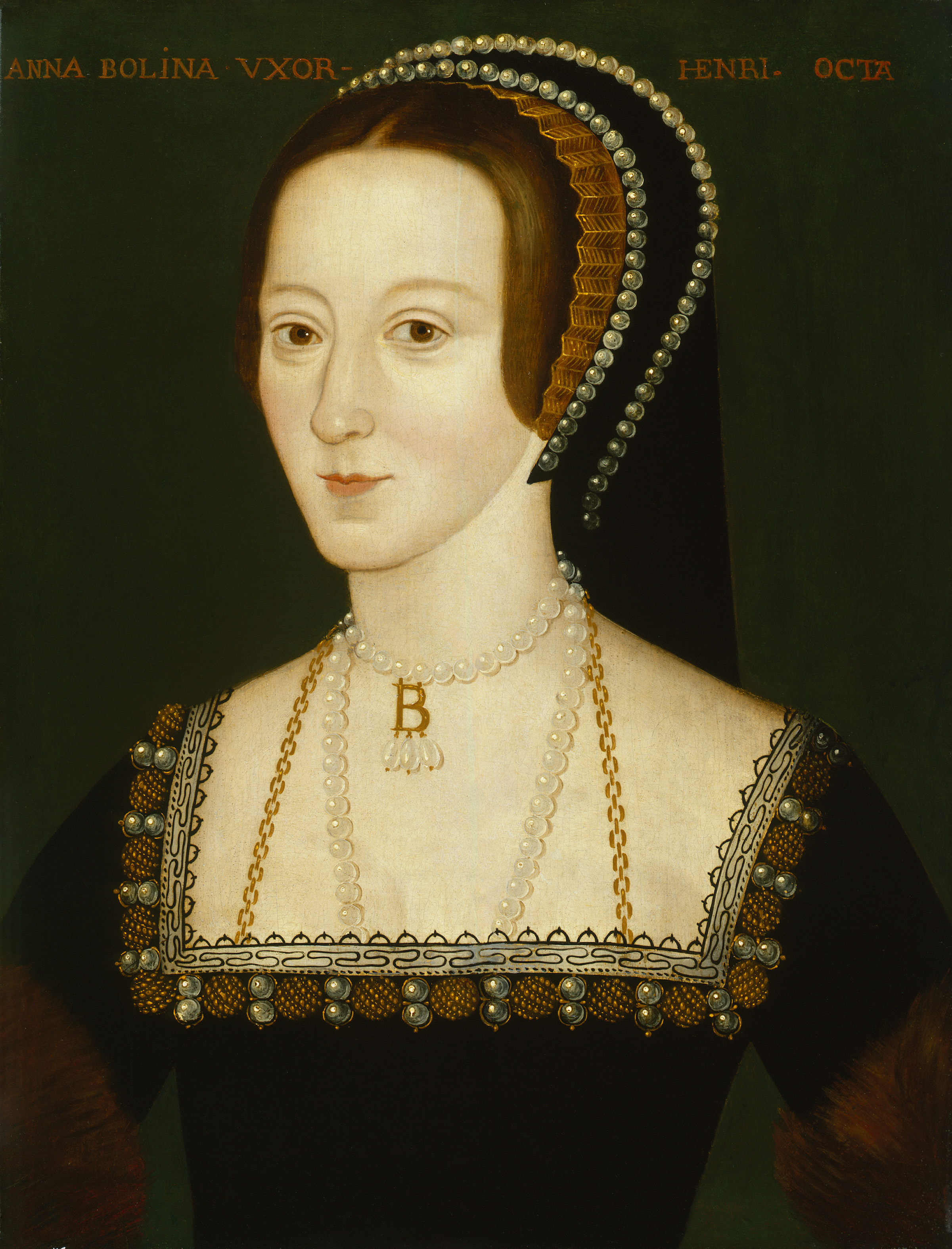
Anna Boleyn

- Bol Bol (1999), Amerikaans basketballer
- Femke Bol (2000), Nederlands atlete
- Ferdinand Bol (1616-1680), Nederlands schilder
- Gerrit Bol (1906-1989), Nederlands wiskundige
- Jetse Bol (1989), Nederlands wielrenner
- Manute Bol (1962-2010), Soedanees basketballer
- Marc Bolan (1947-1977), Engels singer-songwriter en gitarist
- Jorge Eladio Bolaño (1977-2025), Colombiaans voetballer
- Álex Bolaños (1990), Spaans voetballer
- Charles Bolden (1946), Amerikaans ruimtevaarder en voormalig directeur van NASA
- Andrej Boldikov (1983), Russisch snowboarder
- Fenna Bolding (1958), Nederlands politica
- Bence Boldizs (1997), Hongaars autocoureur
- Ato Boldon (1973), atleet van Trinidad en Tobago
- Harry Boldt (1930) Duits ruiter
- Isaak Boleslavski (1919-1977), Russisch schaker
- Chloe Sofia Boleti (1993), Grieks zangeres
- Anna Boleyn (1507?-1536), echtgenote van koning Hendrik VIII
- John Bolger (1954), Amerikaans acteur
- John Michael Bolger (1956), Amerikaans acteur
- Gerrit Bolhuis (1907-1975), Nederlands beeldhouwer
- Maria Bolikova (1977), Russisch atlete
- Loes Boling (1941), Nederlands atlete
- Cynthia Bolingo Mbongo (1993), Belgisch atlete
- Frits Bolkestein (1933-2025), Nederlands politicus
- Gerrit Bolkestein (1871-1956), Nederlands politicus
- Hassanal Bolkiah (1946), sultan van Brunei
- Ludwig Bölkow (1912-2003), Duits vliegtuigbouwer
- Timo Boll (1981), Duits tafeltennisser
- Heinrich Böll (1917-1985), Duits schrijver
- Jozef Bollen (1890-1977), Belgisch burgemeester
- Nick Bollettieri (1931-2022), Amerikaans tenniscoach
- Charles Bolling Jr (1957), Amerikaans golfer
- Kirsten Bolm (1975), Duits atlete
- Leandro Bolmaro (2000), Argentijns basketballer
- Wilhelmus Bolognino (1590-1669), Vlaams schrijver
- Aleksandr Bolosjev (1947-2010), Russisch basketballer
- Pjotr Bolotnikov (1930-2013), Sovjet-Russisch atleet
- Christine Bols (1950), Belgisch schrijfster
- Jan Bols (1842-1921), Belgisch schrijver, taalkundige en Vlaams activist
- Jan Bols (1944), Nederlands schaatser
- Svetlana Bolshakova (1984), Belgisch atlete van Russische afkomst
- Antonius Cornelis Bolsius (1839-1874), Nederlands architect
- Cornelis Bolsius (1722-1778), Nederlands politicus
- Lucas Bolsius (1958), Nederlands politicus
- Aleksandr Bolsjoenov (1996), Russisch langlaufer
- Jelena Bolsoen (1982), Russisch atlete
- Usain Bolt (1986), Jamaicaans atleet
- Christian Boltanski (1944-2021), Frans beeldend kunstenaar, schilder, fotograaf en filmmaker
- Christophe Boltanski (1962), Frans journalist en schrijver
- Wim Bolten (1901-1971), Nederlands atleet
- Gustaf Adolf Boltenstern sr. (1861-1935), Zweeds ruiter
- Gustaf Adolf Boltenstern jr. (1904-1995), Zweeds ruiter
- Tjomme Boltjes (1899-1971), Nederlands rechter
- Cristian Bolton (1973), Chileens piloot
- John Bolton (1948), Amerikaans politicus
- Werner von Bolton (1868-1912), Duits scheikundige
- Toni Boltini (1920-2003), Nederlands circusdirecteur
- Ludwig Boltzmann (1844-1906), Duits natuurkundige
- Cem Bölükbaşı (1998), Turks autocoureur en e-sporter
- Piet Bolwijn (1938), Nederlands bedrijfskundige

## Bom
- Bom (1950), Belgisch stripauteur en scenarioschrijver; pseudoniem van Michel de Bom
- Frits Bom (1944-2017), Nederlands programmamaker
- Gerardus Theodorus Bom (1814-1884), Nederlands uitgever
- Hendrik Arnold Bom (18e eeuw), Nederlands drost van Bredevoort
- Jan Bom ( 1915- 2001), Nederlands dammer
- René Bom (1958-2024), Nederlands muziekmanager en nachtburgemeester van Den Haag
- Godfried Bomans (1913-1971), Nederlands schrijver
- Jan Bomans (1885-1941), Nederlands politicus
- Roland Bombardella (1957), Luxemburgs atleet
- Eduard Bomhoff (1944), Nederlands econoom en politicus
- Liu Boming (1966), Chinees ruimtevaarder
- Harry van Bommel (1962), Nederlands politicus
- Maarten van Bommel (1906-1991), Nederlands kunstverzamelaar
- Reina van Bommel - van Dam (1910-2008), Nederlands kunstverzamelaar

## Bon

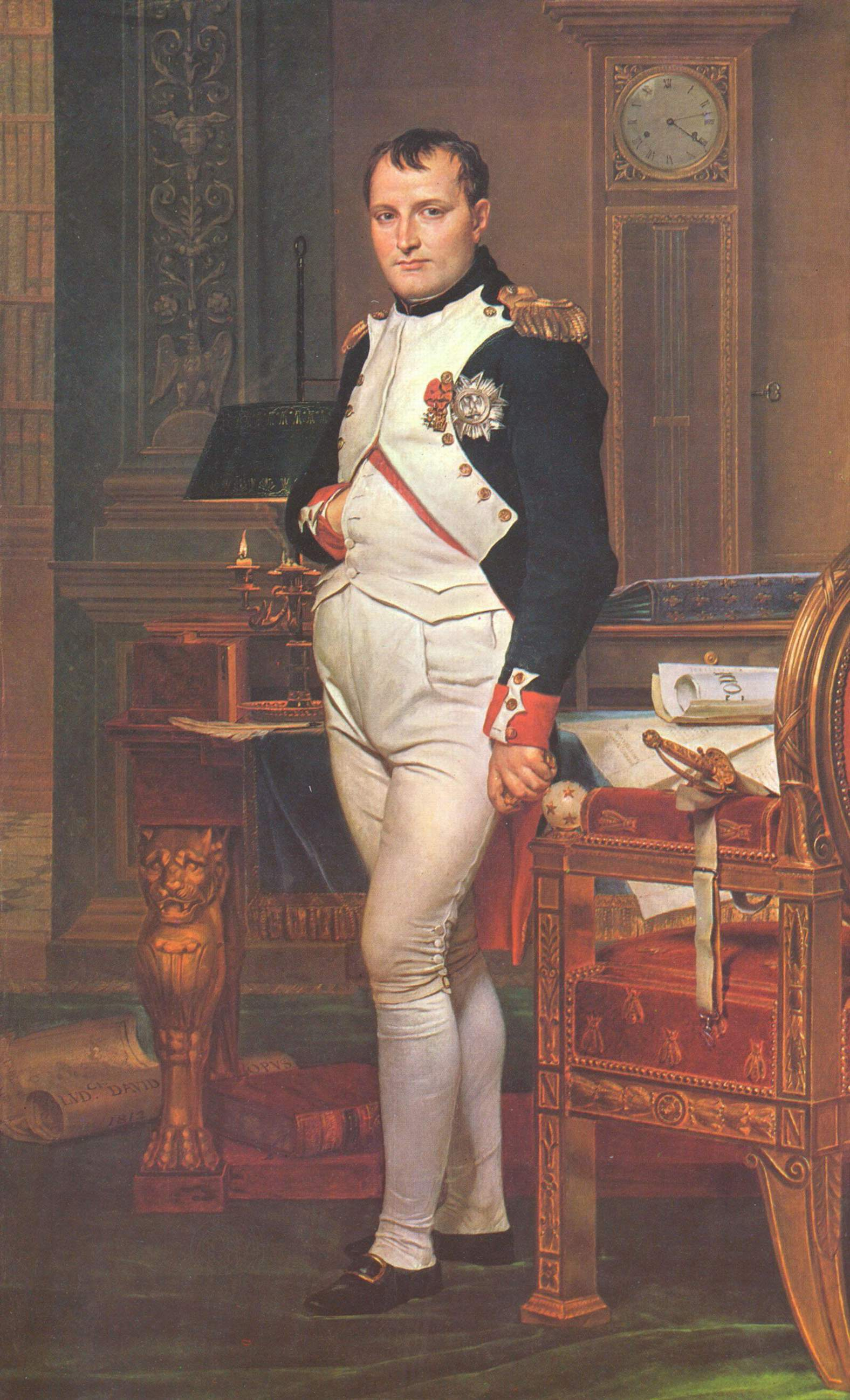
Napoleon Bonaparte

- Léon van Bon (1972), Nederlands wielrenner
- Naftali Bon (1945), Keniaans atleet
- Julie de Bona (1980), Frans actrice
- Duje Bonačić (1929), Joegoslavisch roeier
- Tony Bonadies (1916-1964), Amerikaans autocoureur
- Louis de Bonald (1754-1840), Frans filosoof
- Michael Bonallack (1934-2023), Brits golfer
- Marco Bonanomi (1985), Italiaans autocoureur
- Lodewijk Napoleon Bonaparte (1778-1846), Frans koning van Holland (1806-1810) en broer van Napoleon Bonaparte
- Napoleon Bonaparte (1769-1821), Frans militair, dictator (l799-1804) en keizer (1804-1815)
- Napoleon II Bonaparte (1811-1832), zoon van Napoleon Bonaparte
- Napoleon III Bonaparte (1808-1873), Frans president (1848-1852) en keizer (1852-1870)
- Andrew Bonar Law (1858-1923), Brits politicus (o.a. premier)
- Bonaventura (1221-1274), Italiaans theoloog en filosoof
- Renato Boncioni (1941), Italiaans wielrenner
- Emilia Boncodin (1954/55-2010), Filipijns politicus en bestuurskundige
- Hamish Bond (1986), Nieuw-Zeelands roeier
- Nigel Bond (1965), Engels snookerspeler
- Ward Bond (1903-1960), Amerikaans regisseur
- Carly Bondar (1992), Canadees actrice
- Aljona Bondarenko (1984), Oekraïens tennisster
- Bohdan Bondarenko (1989), Oekraïens atleet
- Kateryna Bondarenko (1986), Oekraïens tennisster
- Olga Bondarenko (1960), Sovjet-Russisch/Russisch atlete
- Anatoli Bondartsjoek (1940), Sovjet-Russisch/Oekraïens atleet
- Sergej Bondartsjoek (1920-1994), Russisch regisseur
- Joseph Bondas (1881-1957), Belgisch vakbondsbestuurder en politicus
- Carl Bonde (1872-1957), Zweeds ruiter
- Thom Bonder (1994-2025), Nederlandse mountainbiker
- Kjell Magne Bondevik (1947), Noors predikant en premier (1997-2000 en sinds 2001)
- Amaury Bonduel (1999), Frans autocoureur
- Ken Bones, Brits acteur
- Alessandro Bonetti (1985), Italiaans autocoureur
- Liemarvin Bonevacia (1989), Curaçaos atleet
- Stefania Bonfadelli (1967), Italiaans operasopraan
- Andries Bonger (1861-1936), Nederlands kunstverzamelaar
- Helena Bonham Carter (1966), Brits actrice
- Andrée Bonhomme (1905-1982), Nederlands componiste en pianiste
- Paul Bonhomme (1964), Brits piloot
- Alessio Boni (1966), Italiaans acteur
- Arthur Boni (1934-2022), Belgisch acteur
- Gianni Bonichon (1944-2010), Italiaans bobsleeër
- Mathilde Boniface (1911-1986), Belgisch politica en militante
- Bruno Bonifacio (1994), Braziliaans autocoureur
- E.J. Bonilla (1988), Amerikaans acteur
- Michelle Bonilla, Amerikaans actrice, filmproducente en scenarioschrijfster
- Víctor Bonilla (1971), Colombiaans voetballer
- Massimo Bonini (1959), San Marinees voetballer en voetbalcoach
- Giampiero Boniperti (1928-2021), Italiaans voetballer en Europarlementariër
- Broeder Cesare Bonizzi (1946-2024), Italiaans Franciscaner monnik
- Remy Bonjasky (1976), Surinaams-Nederlands kickbokser
- Jon Bon Jovi (1962), Amerikaans popmusicus
- Vic Bonke (1940-2022), Nederlands politicus
- Claude Bonmariage (1945-2012), Belgisch politicus
- Manu Bonmariage (1941-2021), Belgisch cameraman en regisseur
- Mark Bonnar (1968), Schots acteur
- Pierre Bonnard (1867-1947), Frans kunstschilder
- Abe Bonnema (1926-2001), Nederlands architect
- Beth Bonner (1952-1998), Amerikaans atlete
- Jelena Bonner (1923), Russisch kinderarts en dissident
- Anne Bonnet (1908-1960), Belgisch kunstschilderes
- Charlotte Bonnet (1995), Frans zwemster
- Guy Bonnet (1945-2024), Frans auteur, componist en zanger
- William Bonnet (1982), Frans wielrenner
- Fernand Bonneure (1923-2017), Belgisch schrijver en uitgever
- Carmelo Mifsud Bonnici (1933-2022), Maltees politicus
- Eva Bonnier (1857-1909), Zweeds kunstschilderes
- Lies Bonnier (1925-2021), Nederlands zwemster
- Ats Bonninga (overleden na 1494), Friese heldin
- Peter Bonnington (1975), Brits ingenieur
- Bono (1960), Iers zanger
- Francesco Antonio Bonporti (1672-1749), Italiaans priester en componist
- Monique Bons (1969), Nederlands paralympisch sportster
- Andreas de Bons (1720-1800), Nederlands militair
- Jan de Bont (1943), Nederlands cameraman, filmproducent en filmregisseur
- Adriaan Bontebal (1952-2012), Nederlands dichter
- Johan Bontekoe (1943), Nederlands zwemmer
- Fabrizio Bontempi (1966), Italiaans wielrenner
- Piergiorgio Bontempi (1968), Italiaans motorcoureur
- Louis Bontes (1956), Nederlands politiefunctionaris en politicus
- Albert Bontridder (1921-2015), Belgisch dichter en architect
- Leonardo Bonucci (1987), Italiaans voetballer
- Eduardo Bonvallet (1955), Chileens voetballer en voetbalcoach
- Richard Bonynge (1930), Australisch dirigent en pianist

## Boo

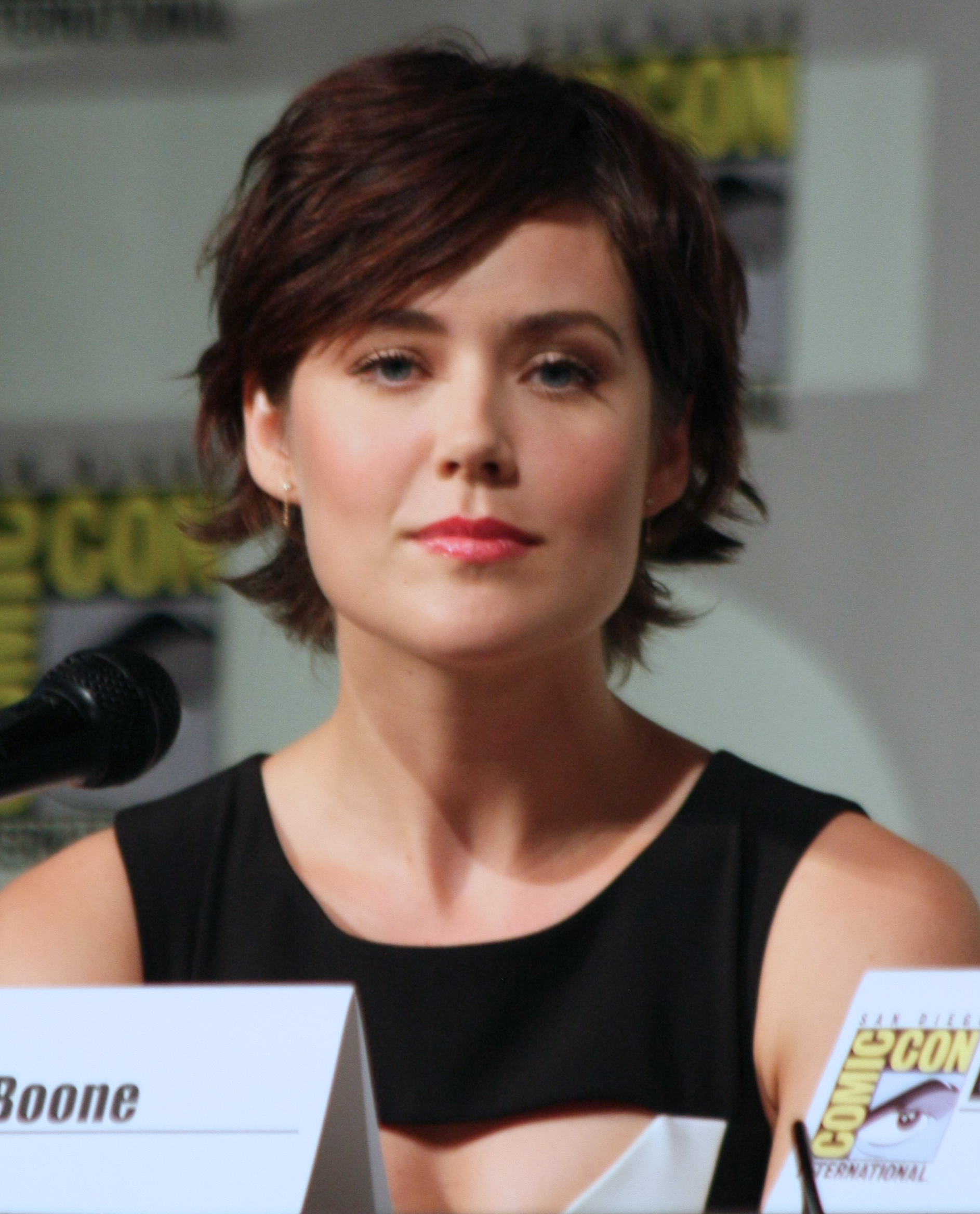
Megan Boone

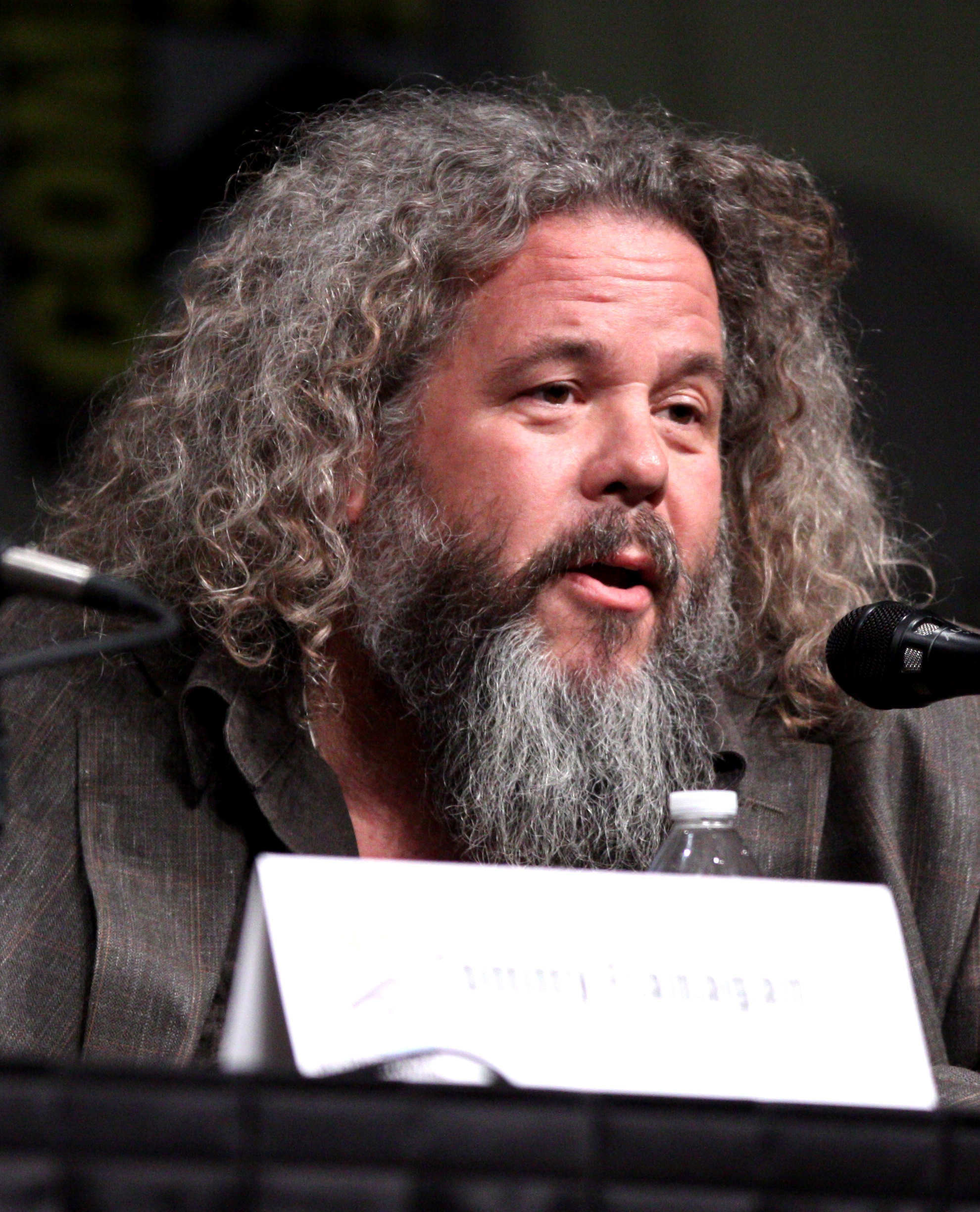
Mark Boone Junior

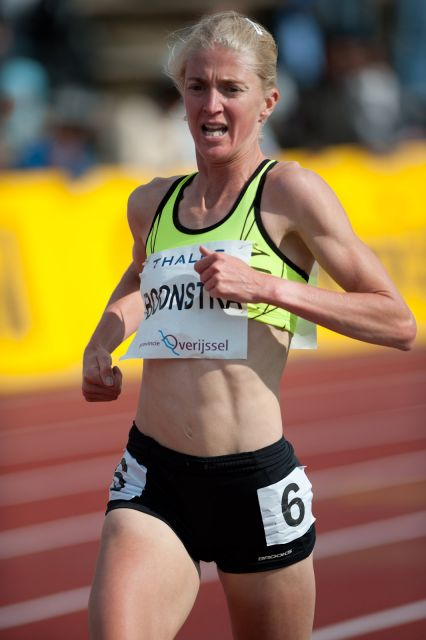
Miranda Boonstra

- Dillianne van den Boogaard (1974), Nederlands hockeyster
- Geerten Boogaard (1980), Nederlands jurist
- Jan Boogaard (1921-1947), Nederlands SS'er en oorlogsmisdadiger
- Manon van den Boogaard (1982), Nederlands voetbalster
- Oscar van den Boogaard (1964), Nederlands schrijver
- Theo van den Boogaard (1944-2023), Nederlands striptekenaar
- Annemiek van den Boogaart (1966), Nederlands bowlster
- Bart-Jan van den Boogaart (19?), Nederlands bowler
- Mark van den Boogaart (1985), Nederlands voetballer
- Ad Boogaerts (1925-2010), Nederlands voetbalscheidsrechter
- Ferdinand Boogaerts (1921-2006), Belgisch voetbaldoelman
- Frank Boogaerts (1944), Belgisch politicus
- Michael Boogerd (1972), Nederlands wielrenner
- Kristie Boogert (1973), Nederlands tennisster
- Jan Willem Boogman (1952), Nederlands atleet
- Lennart Booij (1970), Nederlands presentator en politicus
- Hyman Bookbinder (1916-2011), Amerikaans lobbyist voor mensenrechten en rechtvaardigheid
- James Booker (1939-1983), Amerikaans pianist en zanger
- Betsie ten Boom (1885-1944), Nederlands verzetsstrijdster
- Casper ten Boom (1859-1944), Nederlands horlogemaker en verzetsstrijder
- Corrie ten Boom (1892-1983), Nederlands horlogemaakster, verzetsstrijdster, evangeliste en schrijfster
- Lars Boom (1946), Nederlands scenarioschrijver, auteur, acteur en presentator
- Lars Boom (1985), Nederlands wielrenner en veldrijder
- Geert Adriaans Boomgaard (1788-1899), Nederlands oudste mens ter wereld
- Ronnie Boomgaard (1944-2023), Nederlands voetballer
- Ageeth Boomgaardt (1972), Nederlands hockeyster
- Arie Boomsma (1974), Nederlands fotomodel en televisiepresentator
- Graa Boomsma (1953), Nederlands schrijver
- Joop Boomsma (1945-2018), Nederlands schrijver, dichter en toneelschrijver
- Rein Boomsma (1879-1943), Nederlands voetballer en verzetsstrijder
- Adri Boon (1937-1997), Nederlands glazenier en beeldend kunstenaar
- Arthur Boon (1883-1938), Belgisch hoogleraar, bestuurder en priester
- Bob Boon (1925-1998), Belgisch televisiepresentator en producer
- Constant Boon (1911-1997), Belgisch bestuurder
- Corine Boon (1964), Nederlands presentatrice
- Dany Boon (1966), Frans acteur en komiek
- Deodaat van der Boon (1952), Nederlands theoloog en predikant
- Els Boon (1916-2004), Nederlands verzetsstrijdster
- Esmeralda van Boon (1977), Nederlands arabiste en journaliste
- Frans Boon (1927-2001), Belgisch jezuïet, orgelist, orgelbouwer en componist
- George den Boon (1919-1941), Nederlands verzetsstrijder
- Gerard Adolf Boon (1882-1962), Nederlands liberaal politicus
- Gerrit Boon (1768-1821), Nederlands ondernemer
- Henk den Boon (1948), Nederlands politicus
- Henk Boon (1956), Nederlands voetballer
- Herman Boon (1930-2005), Belgisch priester
- Herman Boon (1931-2012), Belgisch geestelijke en hoogleraar
- Herman Boon (1963), Nederlands cabaretier en televisiepresentator
- Jan Boon (1882-1975), Nederlands kunstenaar
- Jan Boon (1898-1960), Belgisch journalist, redacteur, ambtenaar, bestuurder en Vlaams activist
- Jan Boon (1918-1988), Nederlands kunstenaar
- Jan Johannes Theodorus Boon (1911-1974), Nederlands journalist en schrijver, bekend onder het pseudoniem Tjalie Robinson
- Jean Boon (1920-1986), Belgisch journalist, schrijver en politicus
- Jill Boon (1987), Belgisch hockeyspeelster
- Jos Boon (1922), Nederlands muzikant en dirigent
- Jozef Boon (1900-1957), Belgisch toneelschrijver
- Karel Boon (1909-1996), Nederlands kunsthistoricus en museumdirecteur
- Karla van der Boon (1968), Nederlands waterpolospeelster
- Katelijne Boon (1965), Belgisch radiopresentatrice en radioprogrammamaakster
- Klaas Boon (1915-2002), Nederlands altviolist
- Leen Boon (1946), Nederlands voetballer
- Louis Paul Boon (1912-1979), Belgisch schrijver
- Marijke Boon (1951), Nederlands zangeres en cabaretière
- Mario Boon (1974), Belgisch striptekenaar en illustrator
- Peter Boon (1967), Nederlands honkballer
- Piet Boon (1958), Nederlands meubel- en interieurontwerper
- Raymond Boon (1891-1971), Belgisch industrieel en politicus
- Sam Boon (1992), Nederlands marathonschaatser
- Sarah Boon (?), Belgisch politica
- Tom Boon (1990), Belgisch hockeyer
- Ton den Boon (1962), Nederlands schrijver, lexicoloog en uitgever
- Willem Boon (1902-1986), Nederlands graficus en kunstschilder
- Chantal Boonacker (1977-2021), Nederlands paralympisch zwemster
- Albert Boone (1917-2007), Belgisch jezuïet, toneelschrijver, toondichter en etnomusicoloog
- Alfons Boone (1923-2017), Belgisch politicus
- Benson Boone (2002), Amerikaans zanger en schrijver
- Chester Boone (1906-1988), Amerikaans jazztrompettist
- Daniel Boone (1734-1820), Amerikaans ontdekkingsreiziger
- Daniel Boone (1942), Brits zanger
- Felix Marie Alfons Boone (1821-1870), Belgisch journalist, schrijver en Vlaams activist
- Fernand Boone (1934-2013), Belgisch voetballer
- Hubert Boone (1940), Belgisch violist, doedelzakspeler en muziekverzamelaar
- Jan Hein Boone (1939), Nederlands politicus
- Jean-Baptiste Boone (1794-1871), Belgisch jezuïet
- Karel Boone (1941), Belgisch ondernemer en bestuurder
- Kelly Boone (1992), Nederlands schermster
- Louis Boone (1883-1944), Belgisch advocaat en politicus
- Marc Boone (1955), Belgisch historicus en hoogleraar
- Mark Boone Junior (1955), Amerikaans acteur; pseudoniem van Mark Heidrich
- Megan Boone (1983), Amerikaans actrice
- Miranda Boone (1967), Nederlands criminologe en hoogleraar
- Pat Boone (1934), Amerikaans zanger en acteur
- Richard Boone (1930-1999), jazztrombonist en -zanger
- Roger Boone (1938), Belgisch politicus
- André Boonen (1943), Belgisch atleet
- André Boonen (1957), Belgisch wielrenner
- Arnold Boonen (1669-1729), Nederlands kunstschilder
- Edgar  Boonen (1912-1993), Belgisch advocaat en Vlaams activist
- Engelbert Boonen (1544-1629), Zuid-Nederlands geestelijke
- Heide Boonen (1966), Belgisch kinderboekenschrijver en illustrator
- Hendrik Boonen (1953), Belgisch politicus
- Indy Boonen (1999), Belgisch voetballer
- Jacobus Boonen (1573-1655), Zuid-Nederlands aartsbisschop
- Jacques (Jac) Boonen (1911-1968), Belgisch graficus
- Johan Boonen (1939), Belgisch classicus en vertaler
- Luc Boonen (1969), Belgisch schrijver
- Stefan Boonen (1966), Belgisch jeugdauteur
- Tinneke Boonen (1981), Belgisch atlete
- Tom Boonen (1980), Belgisch wielrenner
- Anthony Hendrik van der Boon Mesch (1804-1874), Nederlands scheikundige, hoogleraar en universiteitsrector
- Eefje Boons (1994), Nederlands atlete
- Cor Boonstra (1938-2025), Nederlands zakenman en bestuurder
- Miranda Boonstra (1972), Nederlands atlete
- Jan Gijsbert Boon von Ochssée (1921-1999), Nederlands vlieger
- Charley Boorman (1966), Engels acteur, wereldreiziger en schrijver van reisboeken
- Alphons Boosten (1893-1951), Nederlands architect
- Theo Boosten (1920-1990), Nederlands architect
- Elise Boot (1932-2023), Nederlands rechtsgeleerde, politica en bestuurder
- Eric Boot (1922-2014), Nederlands kunstenaar
- Jaap Boot (1903-1986), Nederlands atleet
- Klaas Boot (1927-2003), Nederlands turner en sportverslaggever
- Klaas Boot sr. (1897-1969), Nederlands turner
- John Wilkes Booth (1838-1865), Amerikaans acteur, moordenaar van Abraham Lincoln
- Pat Booth (1942-2009), Engels model, fotografe en schrijfster
- Richard Booth (1938-2019), Welsh boekhandelaar
- Tom Booth-Amos (1996), Brits motorcoureur
- Betty Boothroyd (1929-2023), Brits politica
- Jan Boots (1912-1980), Nederlands presentator
- Rachel Bootsma (1993), Amerikaans zwemster
- Kasma Booty (1932-2007), Maleisisch actrice
- Foeke Booy (1962), Nederlands voetbalspeler en -coach

## Bop
- Franz Bopp (1791-1867), Duits taalkundige
- The Big Bopper (1930-1959), Amerikaans zanger en diskjockey

## Bor
- Noah Bor (1977), Keniaans atleet
- Simon Bor (1969), Keniaans atleet

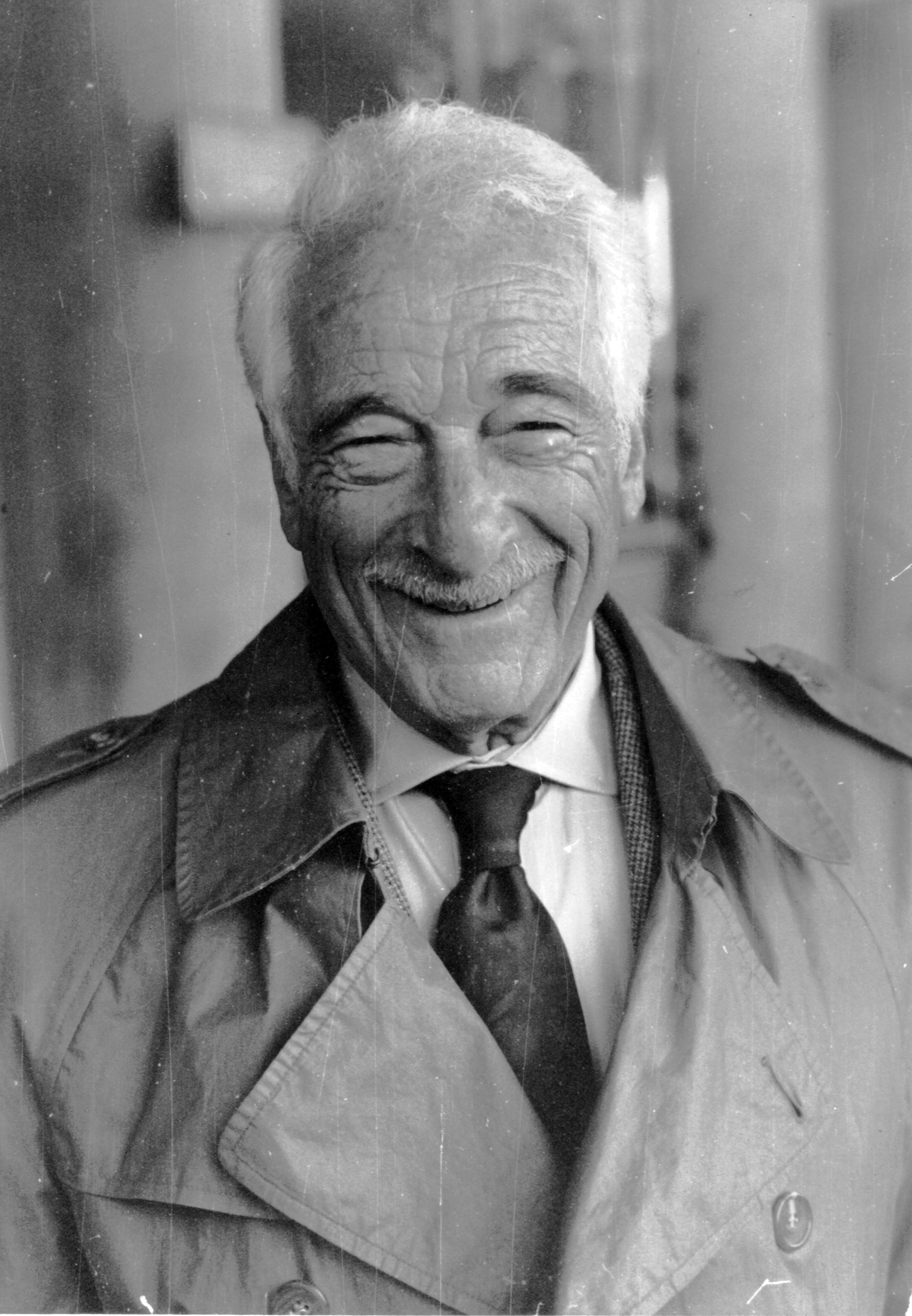
Victor Borge

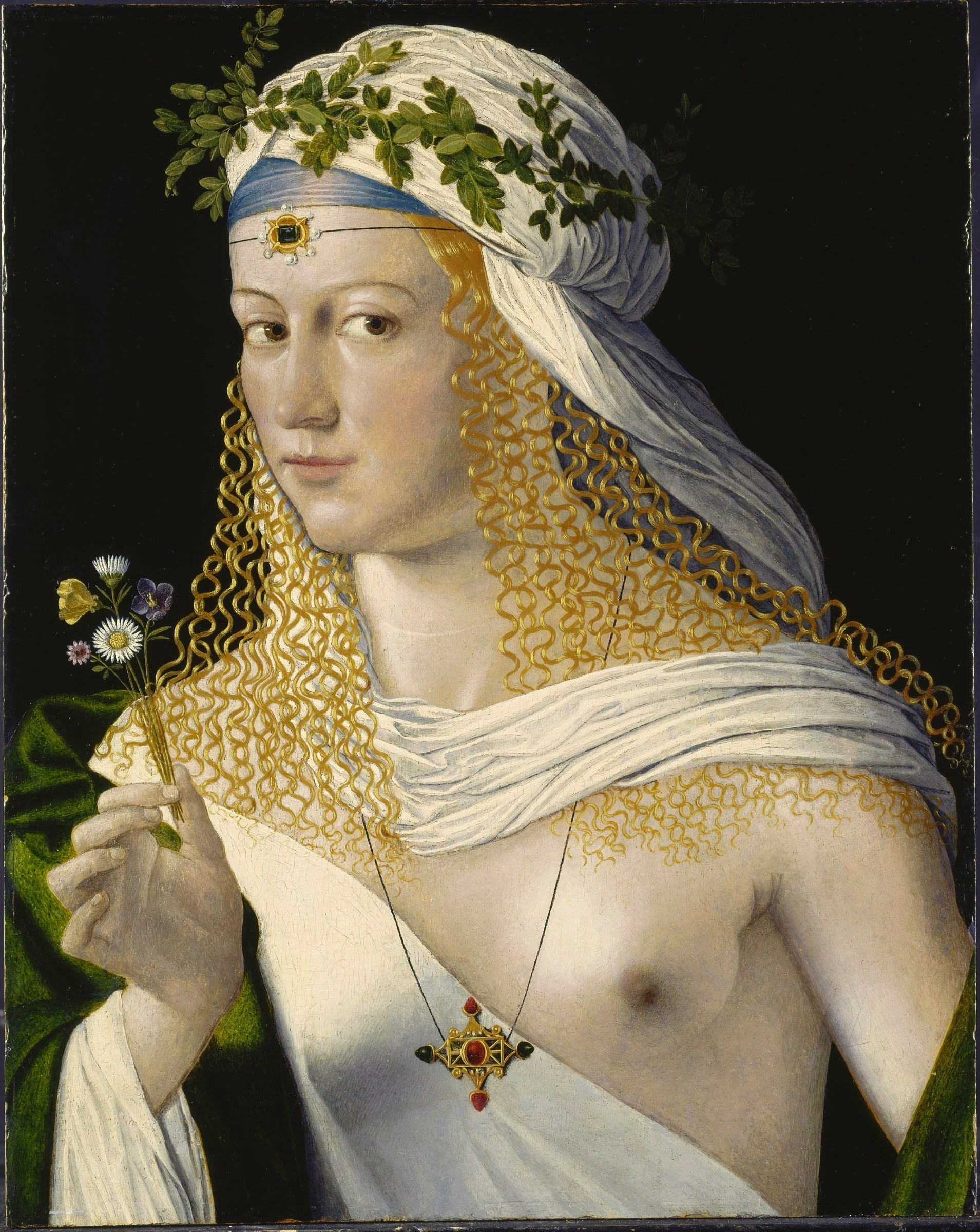
Lucrezia Borgia

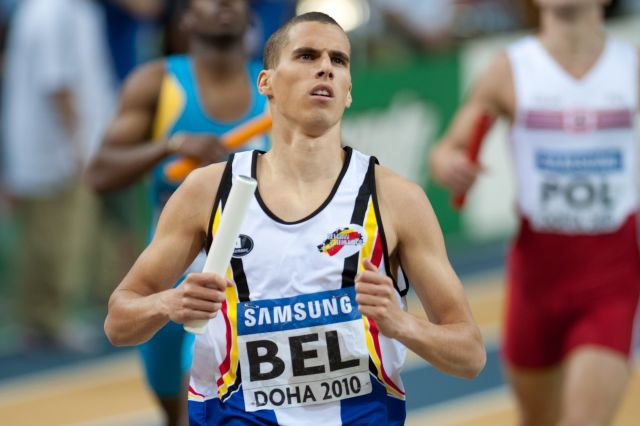
Kevin Borlée

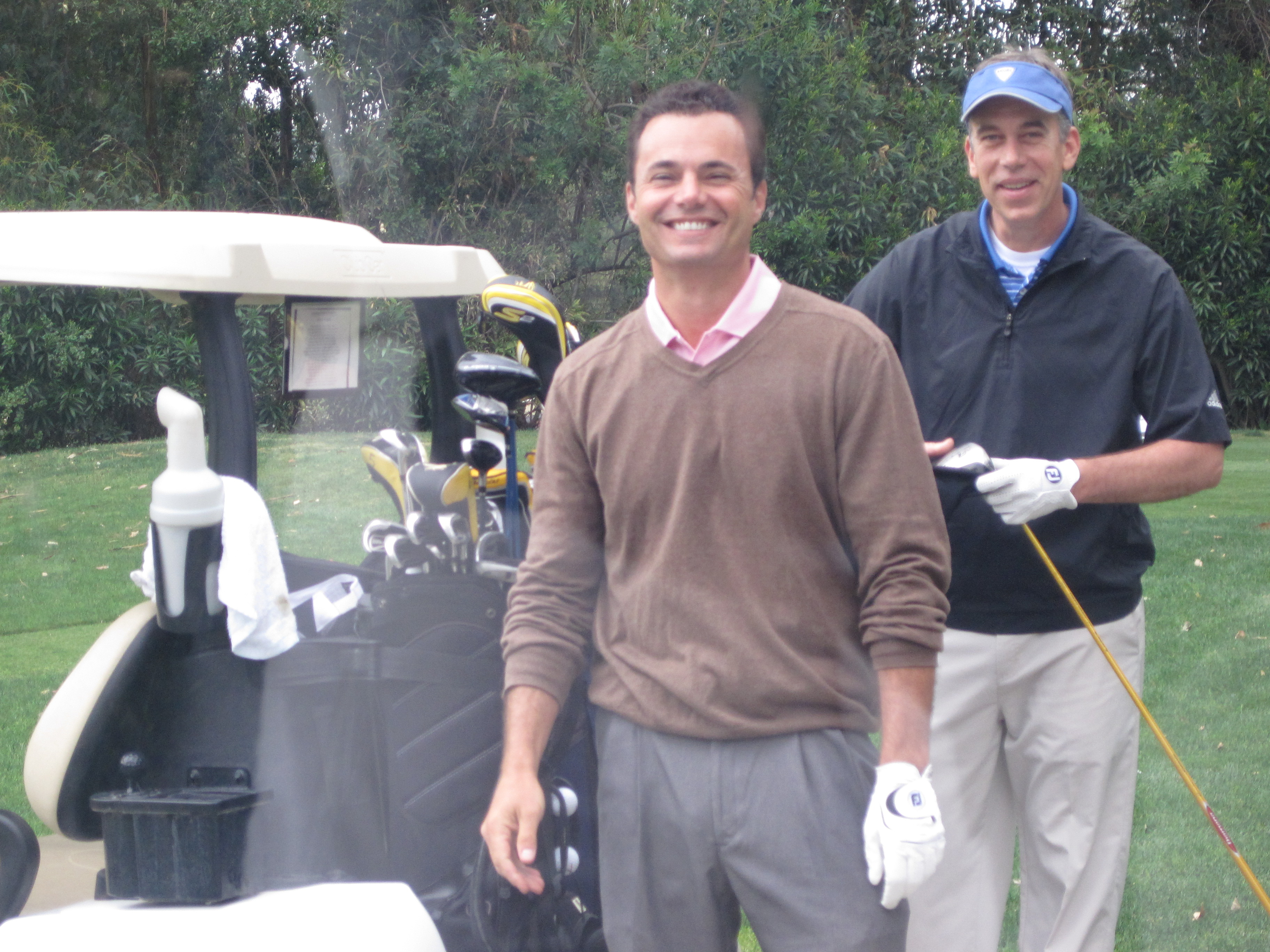
Matthew Borlenghi

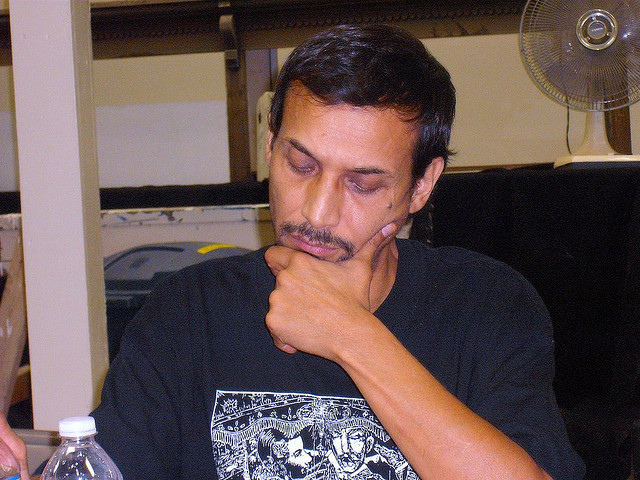
Jesse Borrego

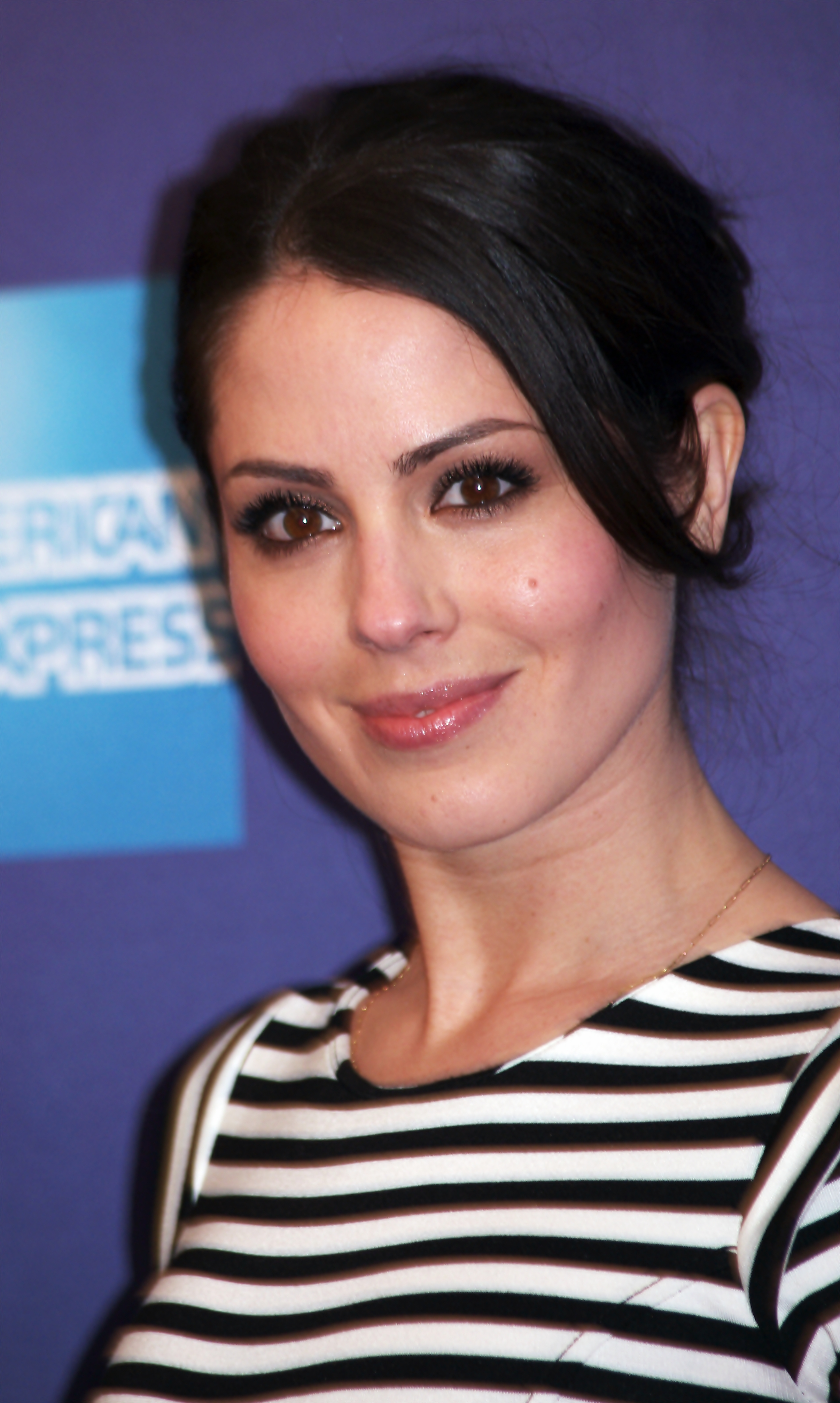
Michelle Borth (2011)

- Paola Borboni (1900-1995), Italiaans actrice
- Francisco de 'Borbón y Escasany (1943-2025), Spaans zakenman
- Kjetil Borch (1990), Noors roeier
- Terry Borcheller (1966), Amerikaans autocoureur
- Richard Borcherds (1959), Brits wiskundige
- Wolfgang Borchert (1921-1947), Duits schrijver
- Erich Borchmeyer (1905-2000), Duits atleet
- Annie Borckink (1951), Nederlands schaatsster
- Mary Borden (1886-1968), Amerikaans-Brits schrijfster en oorlogsvrijwilligster
- F. Bordewijk (1884-1965), Nederlands schrijver
- Gelindo Bordin (1959), Italiaans atleet
- Peter Bording (1965), Nederlands operazanger
- Franco Bordoni (1913-1975), Italiaans piloot en autocoureur
- Jacob Lucas (Jaap) Boreel (1883-1939), Nederlands civiel ingenieur
- Willem François Boreel (1774-1851), Nederlands militair
- Valentin Borejko (1933-2012), Sovjet roeier
- Giovanni Borelli (1608-1679), Italiaans fysioloog, wiskundige en natuurkundige
- Linda Susan Boreman (1949-2002), Amerikaans pornoactrice
- Arne Borg (1901-1987), Zweeds zwemmer
- Björn Borg (1919-2009), Zweeds zwemmer
- Björn Borg (1956), Zweeds tennisser
- Brita Borg (1926-2010), Zweeds zangeres en actrice
- Antonin Borga (1987), Zwitsers ondernemer en autocoureur
- Victor Borge (1909-2000), Deens musicus en komiek
- Alfons Borgers (1919-2001), Belgisch wiskundige
- Gustavo Borges (1972), Braziliaans zwemmer
- Lázaro Borges (1986), Cubaans atleet
- Camillo Borghese (1775-1832), Italiaans-Frans militair
- Claudio Borghi (1964), Argentijns voetballer en voetbalcoach
- Harry Borghouts (1943), Nederlands politicus
- Cesare Borgia (ca.1475-1507), Spaans-Italiaans kardinaal en hertog
- Lucrezia Borgia (1480-1519), Italiaans femme fatale
- Rodrigo Borgia (1431-1503), paus (Alexander VI) (1492-1503)
- Fons Borginon (1966), Belgisch advocaat en politicus
- Gustave Borginon (1852-1922), Belgisch politicus
- Hendrik Borginon (1890-1985), Belgisch advocaat, politicus en bestuurder
- Ernest Borgnine (1917-2012), Amerikaans acteur
- Georgy Borisenko (1922), Oekraïens schaker
- Bojko Borisov (1959), Bulgaars politicus
- Jevgeni Borisov (1984), Russisch atleet
- Joelija Borisova (1925-2023), Sovjet-Russisch actrice
- Ljoedmila Borisova (1966), Sovjet-Russisch/Russisch atlete
- Preslav Borissov (1977), Bulgaars politicus
- Carlos Borja (1956), Boliviaans voetballer
- Félix Borja (1983), Ecuadoraans voetballer
- Francisco de Borja (1441-1511), Spaans kardinaal
- Vital Borkelmans (1963), Belgisch voetballer
- Moritz Balthasar Borkhausen (1760-1806), Duits natuuronderzoeker, entomoloog, botanicus en bosbouwdeskundige
- Dušan Borković (1984), Servisch autocoureur
- Mateusz Borkowski (1997), Pools atleet
- Dylan Borlée (1992), Belgisch atleet
- Jacques Borlée (1957), Belgisch atleet en atletiekcoach
- Jean-Pierre Borlée (1947-1992), Belgisch atleet
- Jonathan Borlée (1988), Belgisch atleet
- Kevin Borlée (1988), Belgisch atleet
- Olivia Borlée (1986), Belgisch atlete
- Matthew Borlenghi (1967), Amerikaans acteur
- Joost Borm (1956), Nederlands atleet
- Anne de Borman (1881-1962), Belgisch tennisster
- Frank Borman (1928-2023), Amerikaans ruimtevaarder
- Johanna Bormann (1893 - 1945), Duits concentratiekampbewaakster
- Martin Bormann (1900-1945), Duits nazipoliticus
- Maurizio Bormolini (1994), Italiaans snowboarder
- Arthur Borms (1890-1952), Belgisch politicus
- August Borms (1878-1946), Belgisch politicus, hoofdredacteur en Vlaams activist
- Jutta Borms (1973), Belgisch arts, muzikante en presentatrice
- Karel Borms (1876-1957), Belgisch-Nederlands arts, hoogleraar en Vlaams activist
- Kris Borms (1936-2000), Belgisch journalist en presentator
- Max Born (1882-1970), Duits/Brits wis- en natuurkundige en Nobelprijswinnaar
- Fanny Bornedal (2000), Deens actrice
- Arno Bornkamp (1959), Nederlands saxofonist
- Aleksandr Borodin (1833-1887), Russisch componist
- Kathrin Boron (1969), Duits roeister
- Péter Boross (1928), Hongaars politicus
- Marc Borra (1957), Belgisch atleet
- Jesse Borrego (1962), Amerikaans acteur
- Salvador Borrego (1915-2018), Mexicaans journalist en antisemiet
- Josep Borrell (1947), Spaans politicus
- Sylvia Borren (1950), Nederlands bestuurder en activiste voor rechten van lesbiennes
- Daniel Borrey (1945-2003), Belgisch atleet
- Roland Borrey (1944), Belgisch atleet
- Eric Borrias (1954), Nederlands verhalenverteller
- Gilles Borrie (1925-2016), Nederlands burgemeester en historicus
- Bodo von Borries (1905-1956), Duits elektrotechnicus
- Giuseppe Borsalino (1834-1900), Italiaans ondernemer
- Marco Borsato (1966), Nederlands zanger
- Noel Borshi (1996), Albanees zwemster
- Therese Borssén (1984), Zweeds alpineskiester
- Jan van Borssum Buisman (1919-2012), Nederlands kunstschilder en verzetsman
- Cor Borst (1891-1974), Nederlands politicus
- Els Borst (1932-2014), Nederlands arts en politica
- Hugo Borst (1962), Nederlands schrijver en voetbalcriticus
- Selma Borst (1983), Nederlands atlete
- Klara Borstel-Engelsman (1842-1944), oudste slachtoffer van de Holocaust in Nederland
- Mik Borsten (1962), Nederlands ultra-atleet en duursporter
- Per Borten (1913-2005), Noors premier (1965-1971)
- Michelle Borth (1978), Amerikaans actrice
- Gabriel Bortoleto (2004), Braziliaans autocoureur
- Valeri Bortsjin (1986), Russisch atleet
- Ihor Borysyk (1984), Oekraïens zwemmer
- Joeri Borzakovski (1981), Russisch atleet
- Valeri Borzov (1949), Sovjet-Russisch/Oekraïens atleet

## Bos

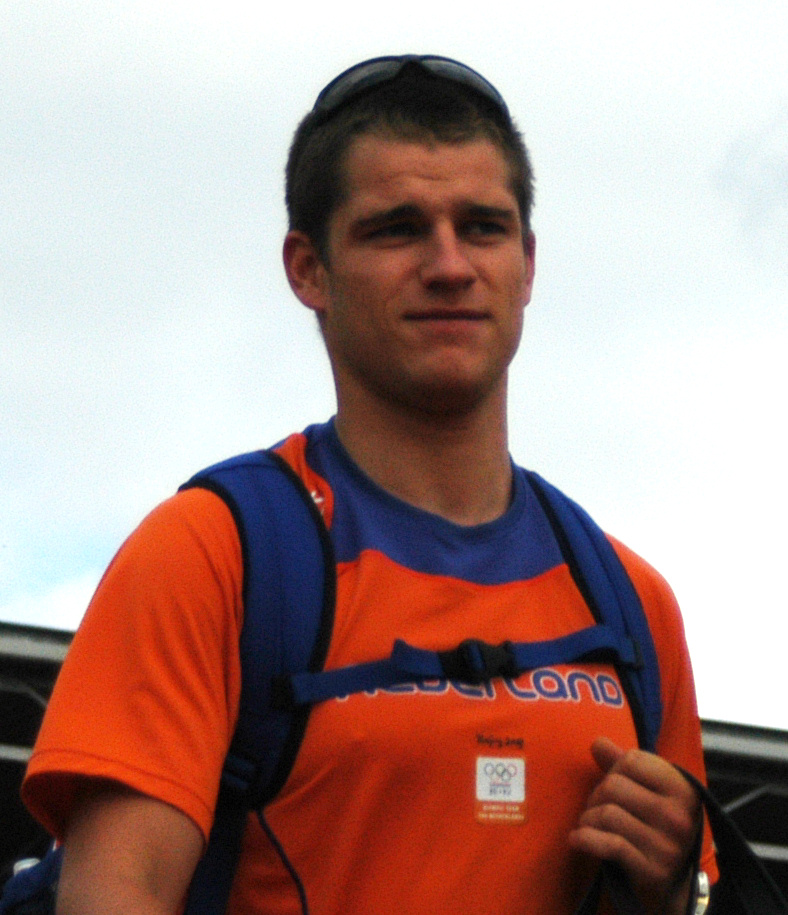
Theo Bos

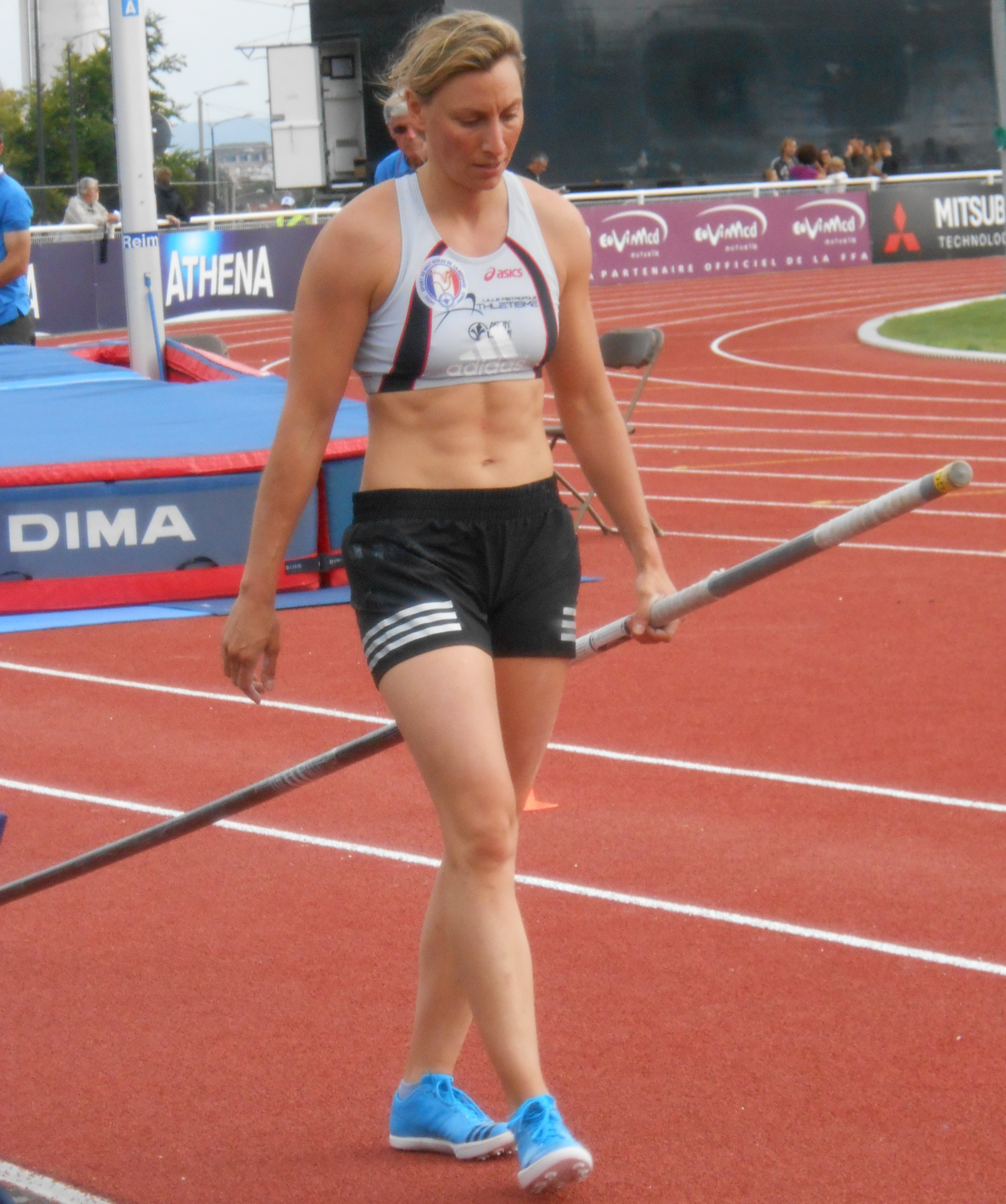
Vanessa Boslak

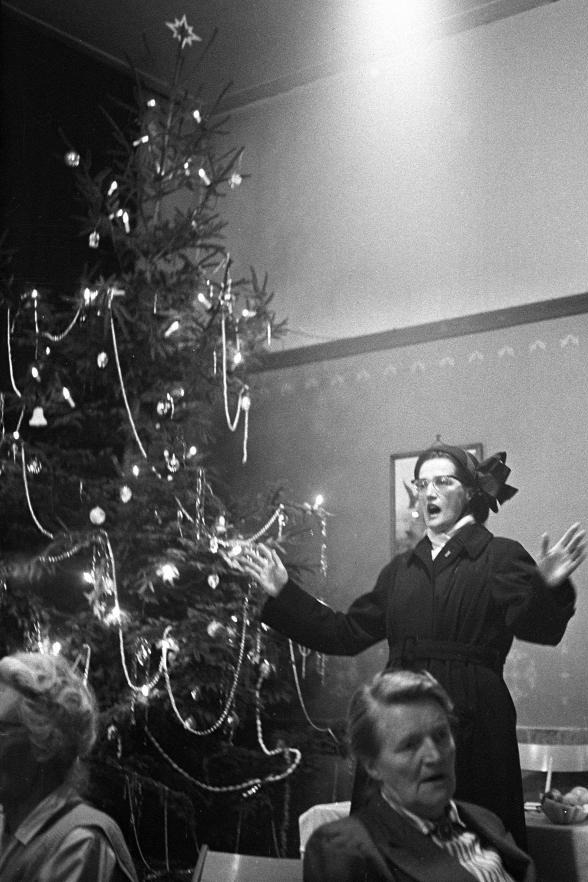
Majoor Bosshardt

- Ad Bos (1948), Nederlands klokkenluider in de bouwfraude-affaire
- Alida van den Bos (1902-2003), Nederlands gymnaste
- Annie Bos (1886-1975), Nederlands actrice
- Arie Bos (1892-1962), Nederlands biljarter
- Bob van den Bos (1947), Nederlands politicoloog, politicus, dieren- en mensenrechtenactivist
- Burny Bos (1944-2023), Nederlands schrijver en programmamaker
- Corstiaan Bos (1923-2009), Nederlands politicus
- Dirk Bos (1862-1916), Nederlands politicus
- Frederik Bos (1866-1931), Nederlands landbouwer en politicus
- Jan Bos (1975), Nederlands schaatser
- Jelmar Bos (1980), Nederlands paralympisch atleet
- Kimberley Bos (1993), Nederlands skeletonster
- Piet Bos (1936-2023), Nederlands radiopresentator
- Ruud Bos (1936-2023), Nederlands componist
- Stef Bos (1961), Nederlands zanger
- Stella Bos (1935-2022), Nederlands zangeres
- Theo Bos (1965-2013), Nederlands voetballer en voetbalcoach
- Theo Bos (1983), Nederlands (baan)wielrenner
- Wim Bos (1906-1974), Nederlands kunstschilder, tekenaar en aquarellist
- Wim Bos (1928-2007), Nederlands kunstschilder
- Wouter Bos (1963), Nederlands politicus
- Wim Bos Verschuur (1904-1985), Surinaamse politicus, schrijver en kunstenaar
- David Bosa (1992), Italiaans langebaanschaatser
- Aleksander Bosak (1993), Pools autocoureur
- Reginald Bosanquet (1932-1984), Brits nieuwslezer
- Johannes Bosboom (1817-1891), Nederlands kunstschilder
- Wim Bosboom (1928-2001), Nederlands programmamaker
- Winnifred Bosboom (1929-2023), Nederlands actrice
- Anna Louisa Geertruida Bosboom-Toussaint (1812-1886), Nederlands auteur
- Adrien Bosc ( (1986), Frans uitgever en schrijver
- Albert van den Bosch (1955), Nederlands politicus
- Carl Bosch (1874-1940), Duits scheikundige, ingenieur en Nobelprijswinnaar
- David van den Bosch (1982), Nederlands dichter, schrijver en theaterproducent
- Dirk Arie van den Bosch (1884-1943), Nederlands verzetsstrijder tijdens de Tweede Wereldoorlog
- Edith Bosch (1980), Nederlands judoka
- Engelbertus Batavus van den Bosch (1789-1851), Nederlands militair en politicus
- Fabian Bösch (1997), Zwitsers freestyleskiër
- Françoise van den Bosch (1944-1977), Nederlands kunstenares en sieraadontwerpster
- Frits van den Bosch (1922-2001), Nederlands schrijver
- Geerten Ten Bosch (1959), Nederlands illustratrice
- Gerda van den Bosch (1929-2021), Nederlands beeldhouwer
- Hendrik van den Bosch (1881-1953), Nederlands politicus
- Iman Jacob van den Bosch (1891-1944), Nederlands verzetsstrijder tijdens de Tweede Wereldoorlog
- Isaac van den Bosch (1852-1932), Nederlands militair
- Jacob Anton Albert Bosch (1855-1937), Nederlands rechter
- Jacob Pieter (Jac.) van den Bosch (1868-1948), Nederlands meubel- en interieurontwerper
- Jan van den Bosch (1950), Nederlands presentator en ondernemer
- Jeroen Bosch (ca.1450-1516), Nederlands schilder
- Johannes van den Bosch (1780-1844), Nederlands militair en  politicus
- Johannes Adrianus van den Bosch (1813-1870), Nederlands militair en politicus
- Juan Bosch (1909-2001), Dominicaans politicus en schrijver
- Judith Ten Bosch (1957), Nederlands schilderes en illustratrice
- Ko van den Bosch (1958), Nederlands acteur, toneelregisseur, toneelschrijver en decorontwerper
- Oscar van den Bosch (1928-2019), Nederlands politicus
- Pieter van den Bosch (ca. 1612–ca. 1673), Nederlands schilder
- Pieter van den Bosch (1732-1787), Nederlands predikant en theoloog
- Rinus van den Bosch (1938-1996), Nederlands beeldhouwer, fotograaf, kunstschilder en tekenaar
- Robert Bosch (1861-1942), Duits uitvinder, ingenieur, industrieel en filantroop
- Roelof Benjamin van den Bosch (1810-1862), Nederlands botanicus
- Tjalling van den Bosch (1955), Nederlands dammer en krachtsporter
- Vajèn van den Bosch (1998), Nederlands zangeres, musicalster en actrice
- Venna van den Bosch (2001), Nederlands actrice
- Gerda van den Bosch-Brethouwer (1921-2006), Nederlands politica
- Betty van den Bosch - Schmidt (1900-1972), Nederlands zangeres
- Gerard Bosch van Drakestein (1887-1972), Nederlands wielrenner
- Sander Boschker (1970), Nederlands voetbaldoelman
- Ralph Boschung (1997), Zwitsers autocoureur
- Don Giovanni Bosco (1815-1888), Italiaans priester en sociaal strijder
- João Bosco (1946), Braziliaans zanger, songwriter en gitarist
- Philip Bosco (1930), Amerikaans acteur
- Amar Bose (1929), Amerikaans ondernemer
- Georg Matthias Bose (1710-1761), Duits natuurkundige
- Satyendra Nath Bose (1894-1974), Indisch natuurkundige
- Chadwick Boseman (1976–2020), Amerikaans acteur, filmproducent, filmregisseur en scenarioschrijver
- Sietse Bosgra (1935-2023), Nederlands politiek activist
- Petra Boshart (1960), Nederlands kunstenaar
- Ruth Bosibori (1988), Keniaans atlete
- José Bosingwa (1982), Portugees-Congolees voetballer
- Hans Boskamp (1932-2011), Nederlands acteur en voetballer
- Johan Boskamp (1891-1976), Nederlands acteur
- Johan (Jan) Boskamp (1948), Nederlands voetballer en voetbaltrainer
- Tony Bosković (1933-2022), voetbalscheidsrechter uit Australië
- Willi Boskovsky (1909-1991), Oostenrijks violist en dirigent
- Vanessa Boslak (1982), Frans atlete
- Tom Bosley (1927-2010), Amerikaans acteur
- Jan Johannes Bosma (1896-1988), Nederlands tuinarchitect en tekenaar
- Martin Bosma (1964), Nederlands journalist en politicus
- Aleidus Gerardus Bosman (1871-1958), Nederlands industrieel
- André Bosman (1965), Nederlands politicus
- Andrea Bosman (1979), Nederlands wielrenster
- Bart Bosman (1942-2006), Nederlands bioloog en ongediertebestrijder
- Bas Bosman (1904-1992), Nederlands ontwerper
- Clemens Bosman (1946), Nederlands bestuurder en politicus
- Cor Bosman (?), Nederlands politicus
- Eddy Bosman (1955), Nederlands voetballer
- Frank Bosman (1978), Nederlands theoloog
- Henk Bosman 1935), Nederlands politicus
- Herman Charles Bosman (1905-1951), Zuid-Afrikaans schrijver, journalist en uitgever
- Jan Bosman (1945-1992), Nederlands judoka
- Jan Bosman (1971), Belgisch radiopresentator
- Jean-Marc Bosman (1964), Belgisch voetballer
- John Bosman (1965), Nederlands voetballer
- Jurre Bosman (1977), Nederlands presentator en programmamaker
- Machiel Bosman (1972), Nederlands historicus en schrijver
- Martijn Bosman (1966), Nederlands drummer, acteur, zanger, producer, diskjockey en presentator
- Martijn Bosman (1985), Nederlands voetballer
- Patrick Bosman (1994), Oostenrijks wielrenner
- Piet Bosman (1936-2014), Nederlands voetbalscheidsrechter
- Ria Bosman (1956), Belgisch beeldend kunstenares
- Roger Bosman (1928), Belgisch arts en politicus
- Rogier Bosman (1974), Nederlandse componist, arrangeur en muzikant
- Sanne Bosman (1985), Nederlands (stem)actrice
- Suzanne Bosman (1965), Nederlands presentatrice en nieuwslezeres
- Willem Bosman (1672-in of na 1704), Nederlands handelaar
- Willem Bosman (1906-1994), Nederlands politicus
- Wim Bosman (1941-2017), Nederlands ondernemer
- Henriëtte Hilda Bosmans (1895-1952), Nederlands componiste
- Jan Bosmans (1955), Vlaams arts, journalist en publicist
- Jules Bosmans (1914-2000), Belgisch atleet
- Phil Bosmans (1922-2012), Belgisch pater en schrijver
- Wendy Bosmans (1976), Belgisch psychologe en schepen
- Eddy Bosnar (1980), Australisch-Kroatisch voetballer
- Mark Bosnich (1972), Australisch-Kroatisch voetballer
- Ivan Bošnjak (1979), Kroatisch voetballer
- Vicente del Bosque (1950), Spaans voetbalcoach en huidig bondscoach (2008-2016)
- Peter Bossaert (1966), Belgisch ondernemer
- Johannes Bosscha jr., (1831-1911), Nederlands natuurkundige en hoogleraar
- Pascal Bosschaart (1980), Nederlands voetballer
- Johan van den Bossche (1938-2010), Nederlands journalist
- Louis van den Bossche (1920-2009), Nederlands verzetsstrijder
- Abraham Bosse (ca. 1604-1676), Frans etser
- Pierre-Ambroise Bosse (1992), Frans atleet
- Tinus Bosselaar (1936-2018), Nederlands voetballer
- Majoor Bosshardt (1913-2007), Nederlands Leger des Heilssoldate (Alida Bosshardt)
- Herman Bossier (1897-1970), Belgisch journalist, schrijver en Vlaams activist
- Walter Bossier (1898-1977), Belgisch bibliothecaris
- Barbara Bosson (1939-2023), Amerikaans actrice
- Josiane Bost (1956), Frans wielrenster
- John Bostock (1992), Engels voetballer
- Ralph Boston (1939-2023), Amerikaans atleet
- Ben Bostrom (1974), Amerikaans motorcoureur
- Zach Bostrom (1981), Amerikaans acteur
- Mark Boswell (1977), Canadees atleet
- Hans Boswinkel (1935-1999), Nederlands acteur en regisseur
- Kate Bosworth (1983), Amerikaans actrice
- Carlo Boszhard (1969), Nederlands televisiepresentator
- Iván Böszörményi-Nagy (1920-2007), Hongaars-Amerikaans psychiater

## Bot
- Ben Bot (1937) Nederlands ambtenaar, diplomaat, politicus en bestuurder
- Joan Botam i Casals (1926-2023), Spaans kapucijn, theoloog en catalanist
- Heinz-Jürgen Bothe (1941), Oost-Duits roeier
- Fernando Botero (1932-2023), Colombiaans kunstschilder en beeldhouwer
- Annelie Botes (1957-2024), Zuid-Afrikaans schrijfster
- Beth Botsford (1981), Amerikaans zwemster
- Sara Botsford (1951), Canadees actrice, filmregisseuse, filmproducente en scenarioschrijfster
- Aleksandr Botsjarov (1975), Russisch wielrenner
- Nina Botsjarova (1924-2020), Sovjet-Russisch Oekraïens turnster
- Sergej Botsjkov (1979), Azerbeidzjaans atleet
- Camille Botte (1888-1972), Belgisch wielrenner
- Bertus Botterman (1910-2001), Nederlands acteur
- Marie-France Botte (1962), Belgisch sociaal assistent en kinderrechtenactivist
- Frits Böttcher (1915), Nederlands scheikundige, grafoloog en activist
- Ottavio Bottecchia (1894-1927), Italiaans wielrenner
- Giovanni Bottesini (1821-1889), Italiaans componist
- Orlando Bottenbley (1951), Nederlands voorganger
- Aaron Botterman (1994), Belgisch atleet
- René Botteron (1954), Zwitsers voetballer
- Sandro Botticelli (ca.1445-1510), Italiaans kunstschilder
- Rita Bottiglieri (1953), Italiaans atlete
- Giuseppe Domenico Botto (1791-1865), Italiaans natuurkundige
- Roy Bottse (1951), Surinaamse atleet
- Michail Botvinnik (1911-1995), Russisch schaker

## Bou

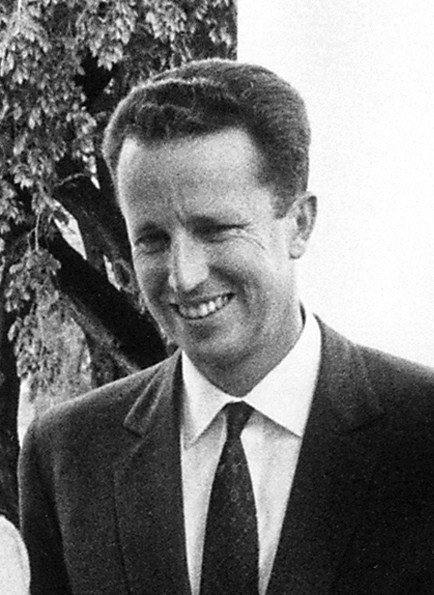
Boudewijn van België

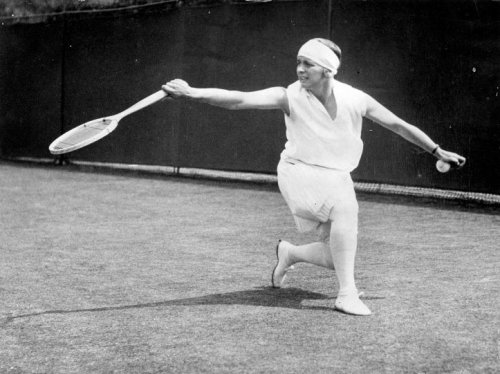
Kea Bouman

- Rachid Bouaouzan (1984), Marokkaans-Nederlands voetballer
- Hafid Bouazza (1970-2021), Marokkaans-Nederlands schrijver
- Herman Bouber (1885-1963), Nederlands acteur en toneelschrijver
- Dominique Bouchard (1991), Canadees zwemster
- Victor Bouchard (1926-2011), Canadees pianist en componist
- Anthony Boucher (1911-1968), Amerikaans sciencefictionredacteur en schrijver
- Désiré Bouchery (1888-1944), Belgisch journalist en politicus
- Walter Bouchery (1908-1961), Belgisch advocaat en Vlaams activist
- Paul Boucherot (1869-1943), Frans uitvinder
- Tuur Bouchez (1898-1965), Belgisch acteur
- Soufiane Bouchikhi (1990), Belgisch atleet
- Christophe Bouchut (1966), Frans autocoureur
- Alfred Bouckaert (1946), Belgisch bankier
- Boudewijn Bouckaert (1947), Belgisch hoogleraar en politicus
- Carl Bouckaert (1954), Belgisch paardrijder en ondernemer
- Daniel Bouckaert (1894-1965), Belgisch ruiter
- Frans Bouckaert (1934-2018), Belgisch notaris en hoogleraar
- Gaston Bouckaert (1907-1988), Belgisch professor
- Geert Bouckaert (1967), Belgisch scenarist
- Henri Bouckaert (1870-?), Frans roeier
- Jean Bouckaert (1845-1933), Belgisch politicus
- Jean-Jacques Bouckaert (1901-1983), Belgisch universiteitsrector
- Jente Bouckaert (1990), Belgisch atleet
- Judocus Bouckaert (ca. 1583-1646), Zuid-Nederlands bisschop
- Léon Bouckaert (1833-1902), Belgisch politicus
- Luc Bouckaert (?), Belgisch politicus
- Maarten Bouckaert (1982), Belgisch kok
- Peter Bouckaert (1969), Belgisch televisie- en filmproducent
- Mehdi Boudar (1980), Algerijns voetballer
- Boudewijn met de IJzeren Arm (ca.837-879), graaf van Vlaanderen
- Boudewijn II de Kale (863-918), graaf van Vlaanderen (879-918)
- Boudewijn III (940-962), graaf van Vlaanderen (958-962)
- Boudewijn IV (980-1035), graaf van Vlaanderen (988-1035)
- Boudewijn V de Grote (1013-1067), graaf van Vlaanderen
- Boudewijn VI (1030-1070), graaf van Vlaanderen (1067-1070)
- Boudewijn (1930-1993), koning van België (1950-1993)
- Berend Boudewijn (1936), Nederlands televisiepresentator, regisseur en schrijver
- Adriaen Frans Boudewyns (1644-1719), Zuid-Nederlands kunstschilder en etser
- Ina Boudier-Bakker (1875-1966), Nederlands schrijfster
- Eugène Boudin (1824-1898), Frans schilder
- Maxime Bouet (1986), Frans wielrenner
- Rutland Boughton (1978-1960), Brits componist en dirigent
- Mies Bouhuys (1927-2008), Nederlands dichteres, scenario-, toneel- en kinderboekenschrijfster en mensenrechtenactiviste
- Godfried van Bouillon (1060-1100), hertog van Neder-Lotharingen en een leider van de Eerste Kruistocht
- Michel Bouillon (ca. 1616-ca. 1674), Zuid-Nederlands kunstschilder
- Jean Bouin (1888-1914), Frans atleet
- Piet Boukema (1933-2007), Nederlands politicus, rechtsgeleerde en rechter
- Tarek Boukensa (1981), Algerijns atleet
- Khalid Boukichou (1992), Belgisch-Marokkaans basketballer
- Kamal Boulahfane (1976), Algerijns atleet
- Khalid Boulahrouz (1981), Nederlands voetballer
- Brahim Boulami (1972), Marokkaans atleet
- François Boulangé (1953-2021), Nederlands presentator
- Lili Boulanger (1893-1918), Frans componiste
- Maurice Boulanger (1909-??), Belgisch atleet
- Mousse Boulanger (1926-2023), Zwitsers schrijfster, actrice en comédienne
- Pierre-Jules Boulanger (1885-1950), Frans ingenieur en bestuursvoorzitter van Citroën
- Hippolyte Boulenger (1837-1874), Belgisch schilder
- Jules Boulez (1889-1960), Belgisch schilder
- Andrea Bouma (1999), Nederlands atlete
- Annemieke Bouma (1956), Nederlands atlete
- Bert Bouma (1930-2022), Nederlands voetballer
- Bob Bouma (1929-2009), Nederlands televisiepresentator en journalist
- Dolf Bouma (1920-2020), Nederlands ingenieur en hoogleraar toegepaste mechanica
- Rudy Bouma (1973), Nederlands journalist, redacteur en verslaggever
- Stefanie Bouma (1982), Nederlands atlete
- Wilfred Bouma (1978), Nederlands voetballer
- Wimmie Bouma (1979), Nederlands zanger
- Casper Bouman (1985), Nederlands windsurfer
- Dennis Bouman (1970-2024), Surinaams-Nederlands rapper
- Gerard Bouman (1952-2017), Nederlands politieman
- Hanny Bouman (1922-2024), Nederlands balletdanseres
- Harm Bouman (1917-2001), Nederlands moordenaar en medewerker van nazi-SD
- Kea Bouman (1903-1998), Nederlands tennisster
- Salomon Bouman (1937), Nederlands journalist
- Sjabbe Bouman (1915-2008), Nederlands atleet
- Mark Boumans (1974), Nederlands politicus
- Toni Boumans (1944),  Nederlands journaliste, documentairemaakster en auteur
- Jolien Boumkwo (1993), Belgisch atlete
- Michel Bouquet (1925-2022), Frans acteur
- Abderrahime Bouramdane (1978), Marokkaans atleet
- Alice van Bourbon-Parma (1917-2017), Oostenrijks prinses
- Carlos de Bourbon de Parme (1970), Nederlandse prins, prins van Piacenza, hertog van Madrid
- Carolina de Bourbon de Parme (1974), hertogin van Guernica, markiezin van Sala
- Jaime de Bourbon de Parme (1972), hertog van San Jaime, graaf van Bardi
- Margarita de Bourbon de Parme (1972), Nederlands gravin van Colorno
- Carlos Hugo van Bourbon-Parma (1930-2010), hertog van Parma en Piacenza
- Lodewijk van Bourbon (1438-1482), prins-bisschop van Luik (1456-1482)
- Martial Bourdin (1868-1894), Frans anarchist
- Lorys Bourelly (1992), Frans zwemmer
- Jean Bourgain (1954), Belgisch wiskundige
- Fernand Bourgaux (1919), Belgisch atleet
- Amandine Bourgeois (1979), Frans zangeres
- André Bourgeois (1928-2015), Belgisch politicus en advocaat
- Balthazar Bourgeois (1767-1850), Zuid-Nederlands en Belgisch politicus, advocaat en rechter
- Derek Bourgeois (1941-2017), Brits componist, muziekpedagoog en dirigent
- Émile Bourgeois (1849-1922), Frans componist en dirigent
- Emmanuel-David Bourgeois (1803-1865), Zwitsers politicus en militair
- Francis Bourgeois (1753-1811), Zwitsers-Engels kunstschilder
- François Bourgeois (1839-1911), Belgisch militair en politiefunctionaris
- Geert Bourgeois (1951), Belgisch politicus en advocaat
- Jeanne Bourgeois (1875-1956), Frans actrice en zangeres, bekend onder het pseudoniem Mistinguett
- Léon Bourgeois (1851-1925), Frans jurist en politicus
- Louis Bourgeois (omstreeks 1510-na 1561), Frans componist
- Louise Bourgeois (1911-2010), Frans-Amerikaans kunstenares
- Nicolas Bourgeois (1896-1982), Frans schrijver
- Paul Bourgeois (1898-1974), Belgisch astronoom
- René Bourgeois (1910-1995), Belgisch politicus
- Thomas-Louis Bourgeois (1676-1750 of 1751), Zuid-Nederlands componist
- Valentine Bourgeois (1986), Belgisch politica
- Victor Bourgeois (1897-1962), Belgisch architect
- Yvon Bourges, (1921-2009), Frans minister
- Maurice Bourgue, (1939-2023), Frans hoboïst, kamermusicus, componist en dirigent
- Habib Bourguiba, (1903-2000), Tunesisch politicus en president Republiek Tunesië (1957-1987)
- Rudy Bourguignon (1979), Frans atleet
- Paul Bourillon (1877-1942), Frans wielrenner
- Albert Bourlon (1916-2013), Frans wielrenner
- Shae-Lynn Bourne (1976), Canadees kunstschaatsster
- Hans Bourquin (1814-1998), Zwitsers stuurman bij het roeien
- Charles Bourseul (1829-1912), Frans technicus en uitvinder
- Sipke Jan Bousema (1976), Nederlands presentator en acteur
- Frédérick Bousquet (1981), Frans zwemmer
- Hervé Boussard (1966-2013), Frans wielrenner
- Frans Boussemaere (1933-2013), Belgisch burgemeester
- Sarah-Sofie Boussnina (1990), Deens actrice
- Roger Bouteca (1940-2022), Belgisch politicus
- Abdelaziz Bouteflika (1937-2021), Algerijns politicus en president van Algerije
- Shirine Boutella (1990), Algerijns actrice
- Henk de Bouter (1968), Nederlands schilder
- Desi Bouterse (1945-2024), Surinaams legerleider en president
- Christine Boutin (1944), Frans politica
- Josse Boutmy (1697-1779), Zuid-Nederlands organist, klavecinist en componist
- Julia Boutros (1968), Libanees zangeres
- Boutros Boutros-Ghali (1922-2016), Egyptisch politicus en diplomaat
- Roger Boutry (1932-2019), Frans componist, muziekpedagoog en dirigent
- Dennis Boutsikaris (1952), Amerikaans acteur
- Jean Bouttiau (1889-?), Belgisch voetballer
- Mieke Bouve (1961), Belgisch actrice en politica
- Marietta Joanna Bouverne (1908-2020), Belgisch supereeuwling
- Nicolas Bouvier (1929-1998), Zwitsers schrijver, reiziger, journalist en fotograaf
- Jan des Bouvrie (1942-2020), Nederlands interieurontwerper
- Jean-Claude Bouvy (1959-1986), Belgisch-Congolees voetballer
- Odi Bouwmans (1944-2020), Nederlands politicus
- Antoine Bouwens (1876-1963), Nederlands sportschutter
- Elise Bouwens (1991), Nederlands zwemster
- Emilie Bouwman (1943), Nederlands fotomodel, modeontwerper en ondernemer
- Mies Bouwman (1929-2018), Nederlands televisiepresentatrice
- Pieter Bouwman (1958-2024), Nederlands toneelregisseur, cabaretier en presentator
- Dirk Bouwmeester (1967), Nederlands experimenteel natuurkundige
- Hans Bouwmeester (1929), Nederlands schaker en wiskundeleraar
- Louis Bouwmeester (1842-1925), Nederlands acteur
- Maria Bouwmeester (1885-1956), Nederlands feministe en vakbondsbestuurster
- Mohammed Bouyeri (1978), Nederlands moslimextremist

## Bov

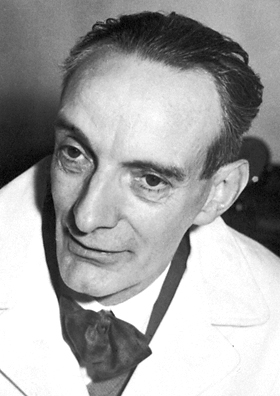
Daniel Bovet

- Ben Bova (1932), Amerikaans sciencefictionschrijver, journalist en redacteur
- Floris Jan Bovelander (1966), Nederlands hockeyer
- George Bovell (1983), Zwemmer uit Trinidad en Tobago
- Afke Boven (1980), Nederlands journalist en presentatrice
- Jan Boven (1972), Nederlands wielrenner
- Lans Bovenberg (1958), Nederlands econoom
- Daniel Bovet (1907-1992), Italiaans farmacoloog en Nobelprijswinnaar
- Jelena Bovina (1983), Russisch tennisster
- Arnaud Bovolenta (1988), Frans freestyleskiër
- Berthe Bovy (1887-1977), Belgisch actrice
- Joseph Bovy (1810-1879), Belgisch politicus
- Sarah Bovy (1989), Belgisch autocoureur
- Théophile Bovy (1863-1937), Belgisch schrijver
- Vina Bovy (1900-1983), Belgisch zangeres
- Yannick Bovy (1986), Belgisch zanger

## Bow
- Katrina Bowden (1988), Amerikaans actrice
- David Bowe (1964), Amerikaans acteur
- Alex Bowen (1992), Amerikaans freestyleskiër
- Andrea Bowen (1990), Amerikaans actrice
- Michael Bowen (1953), Amerikaans acteur
- Pamela Bowen, Amerikaans actrice
- Stephen Bowen (1964), Amerikaans ruimtevaarder
- Frederick Orpen Bower (1855-1948), Engelse botanicus
- Tom Bower (1938-2024), Amerikaans acteur
- Kenneth Bowersox (1956), Amerikaans ruimtevaarder
- Elizabeth Bowes-Lyon (1900-2002), koningin-gemaal en koningin-moeder van het Verenigd Koninkrijk
- David Bowie (1947-2016), Brits musicus
- Tori Bowie (1990-2023), Amerikaans atlete
- John Bowler (1952), Brits acteur
- Lauren Bowles (1973), Amerikaans actrice
- Paul Bowles (1910-1999), Amerikaans schrijver, dichter en componist
- Stan Bowles (1948-2024), Engels voetballer
- Maddie Bowman (1994), Amerikaans freestyleskiester
- Noah Bowman (1992), Canadees freestyleskiër

## Box
- Robert van Boxel (1983), Nederlands voetballer
- Berny Boxem-Lenferink (1948-2023), Nederlands atlete
- John Boxtel (1930-2022), Nederlands beeldhouwer
- Roger van Boxtel (1954), Nederlands politicus
- Willem van Boxtel (1955?), Nederlands verdachte

## Boy

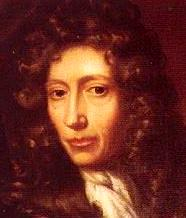
Robert Boyle

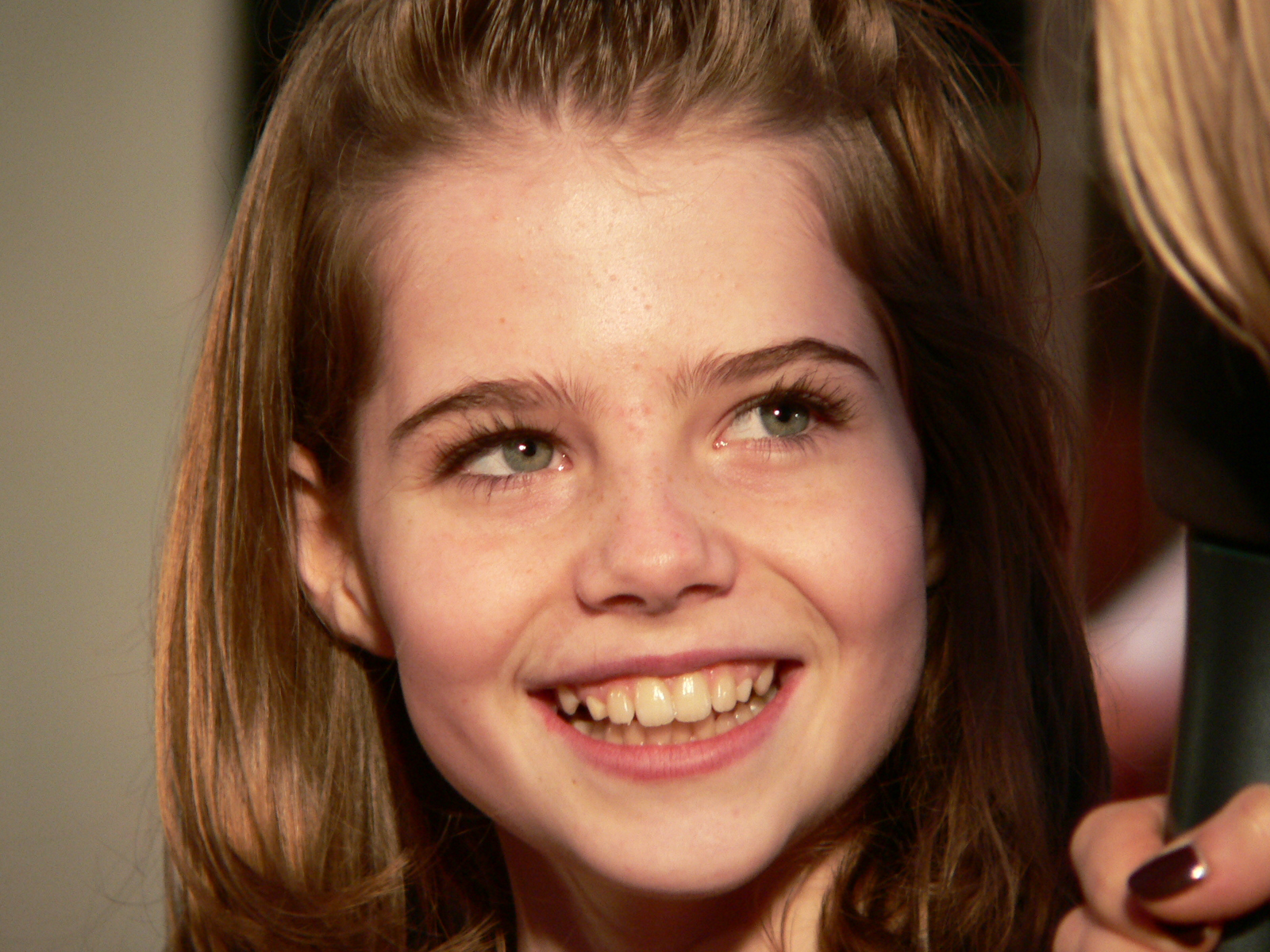
Lucy Boynton, 2006

- Mari Boya (2004), Spaans autocoureur
- Levon Boyadjian (1921-2002), Turks-Egyptisch fotograaf
- Michaela Ewuraba Boakye-Collinson (1987), Ghanees-Engelse actrice, scenarioschrijfster, dichteres en toneelschrijfster, bekend onder het pseudoniem Michaela Coel
- Lombardo Boyar (1973), Amerikaans acteur, stemacteur en stand-upkomiek
- Sully Boyar (1923-2001), Amerikaans acteur
- William Boyce (1711-1779), Engels componist
- Bill Boyd (1915-1984), Amerikaans autocoureur
- Guy Boyd (1943), Amerikaans acteur
- Jacqueline Boyer (1941), Frans zangeres
- Jenna Boyd (1993), Amerikaans actrice
- John Boyd (1981), Amerikaans acteur
- MacKenzie Boyd-Clowes (1991), Canadees schansspringer
- Greg Boyer (1958), Amerikaans trombonist
- Joe Boyer (1890-1924), Amerikaans autocoureur
- Luc Boyer (1935-2024), Nederlands mimespeler
- Lucienne Boyer (1903-1983), Frans zangeres
- Paul D. Boyer (1918-2018), Amerikaans biochemicus en Nobelprijswinnaar
- Lara Flynn Boyle (1970), Amerikaans actrice
- Lauren Boyle (1987), Nieuw-Zeelands zwemster
- Leonard Boyle (1930-2016), Nieuw-Zeelands bisschop
- Liam Boyle (1985), Brits acteur
- Peter Boyle (1935-2006), Amerikaans acteur
- Robert Boyle (1627-1691), Iers wetenschapper en filosoof
- Lucy Boynton (1994), Brits actrice

## Boz
- Ammar Bozoglu (1997), Nederlands zanger
- Ilia Bozoljac (1985), Servisch tennisser
- Mathieu Bozzetto (1973), Frans snowboarder